# Pianura Padana

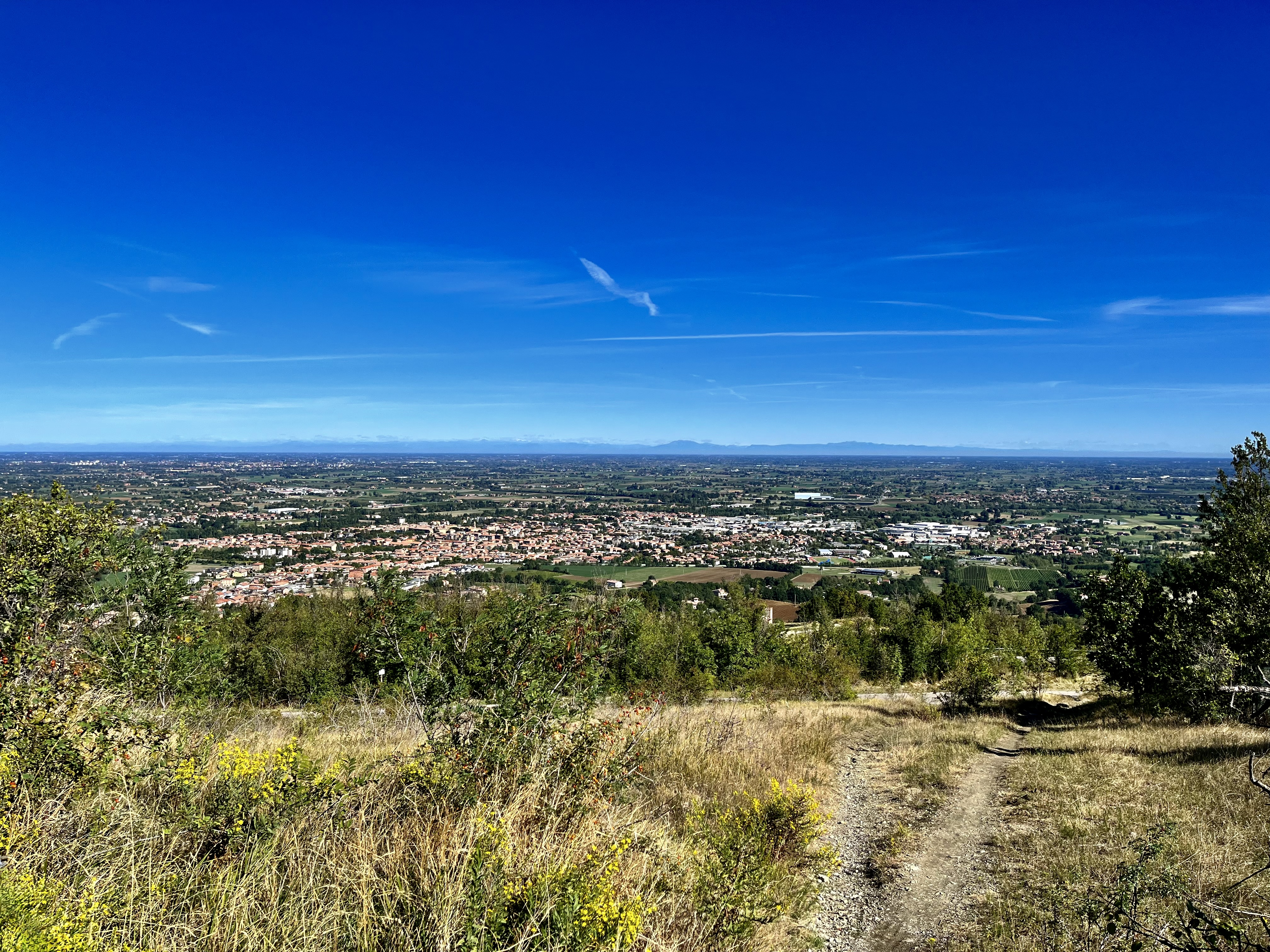
La Pianura Padana dalle colline sopra Scandiano (Reggio Emilia)

La Pianura Padana è una pianura alluvionale, una regione geografica, unitaria dal punto di vista morfologico e idrografico, situata in Europa meridionale che si estende lungo l'Italia settentrionale, compresa principalmente entro il bacino idrografico del fiume Po delimitato dalle Alpi e Prealpi italiane a nord e ovest, dall'Appennino settentrionale a sud-ovest e dall'Alto Adriatico a est, comprendendo parti delle regioni Piemonte, Lombardia, Emilia-Romagna, Veneto, Friuli-Venezia Giulia e la cui estrema propaggine meridionale arriva a comprendere una piccola porzione di territorio delle Marche settentrionali comprese orientativamente nell'isoipsa dei cento metri di quota.

## Origine del nome
L'aggettivo padano deriva dal latino padanus, a sua volta derivante dall'idronimo Padus, cioè il nome del Po. Padus sembra correlato con Bodinkòs o Bodenkùs, il nome dato al fiume dai celto-liguri e originatosi a partire da una radice indoeuropea (*bhedh-/*bhodh-) che indica "scavare", o "render profondo", la stessa radice da cui derivano i termini italiani "fossa" o "fossato", indicando così tutta la depressione geografica della zona fluviale in oggetto.
Il latino padanus ha inoltre dato origine al toponimo Padania, altra voce che designa la Pianura Padana. Il termine Padania compare già nel 1903 in un articolo della Società Geografica Italiana scritto da Gian Lodovico Bertolini e intitolato Sulla permanenza del significato estensivo del nome di Lombardia, mentre pochi anni dopo il prof. Angelo Mariani pubblica per i tipi Hoepli un manuale dal titolo Geografia economico sociale dell'Italia, in cui Padania si riferisce al territorio a nord dell'Appennino, Appenninia e Corsica costituiscono le rimanenti aree italiane. Nella seconda metà del XX secolo è stato impiegato dall'enciclopedia Il Milione dell'Istituto Geografico De Agostini e nel volume I Paesaggi Umani edito dal Touring Club Italiano.

## Geografia fisica

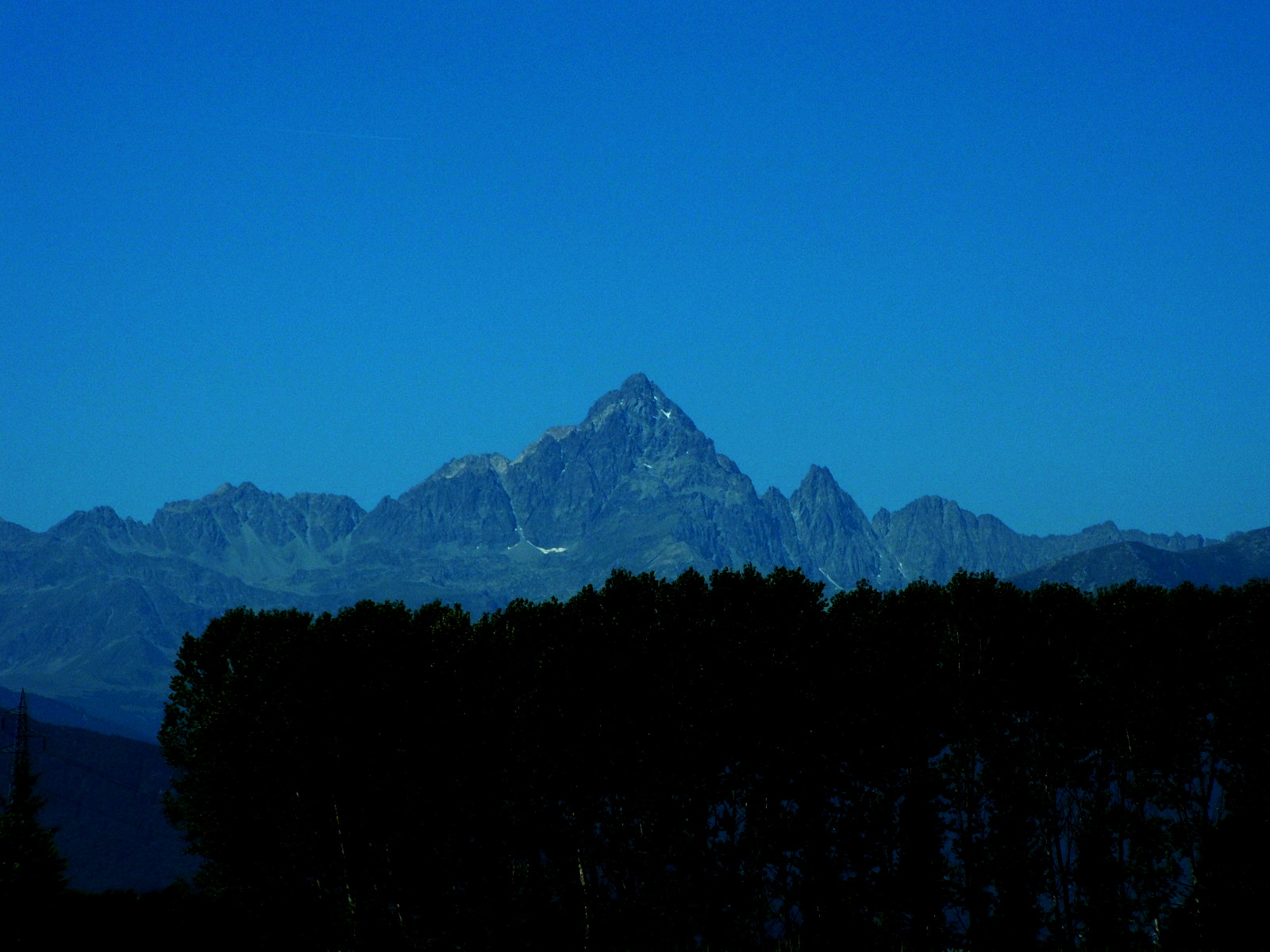
Il Monviso visto dalla Pianura Padana piemontese

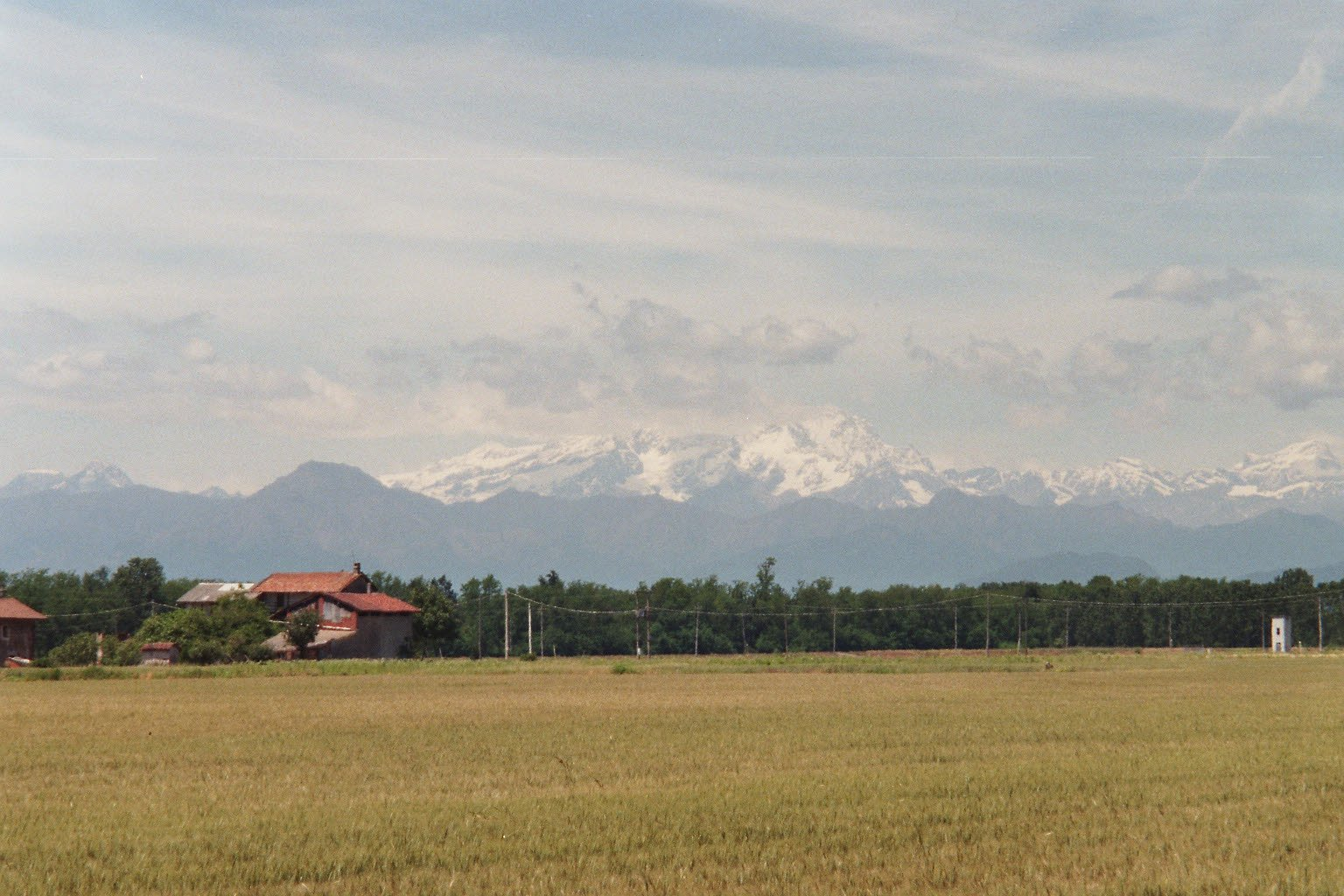
La pianura e le Alpi alle spalle

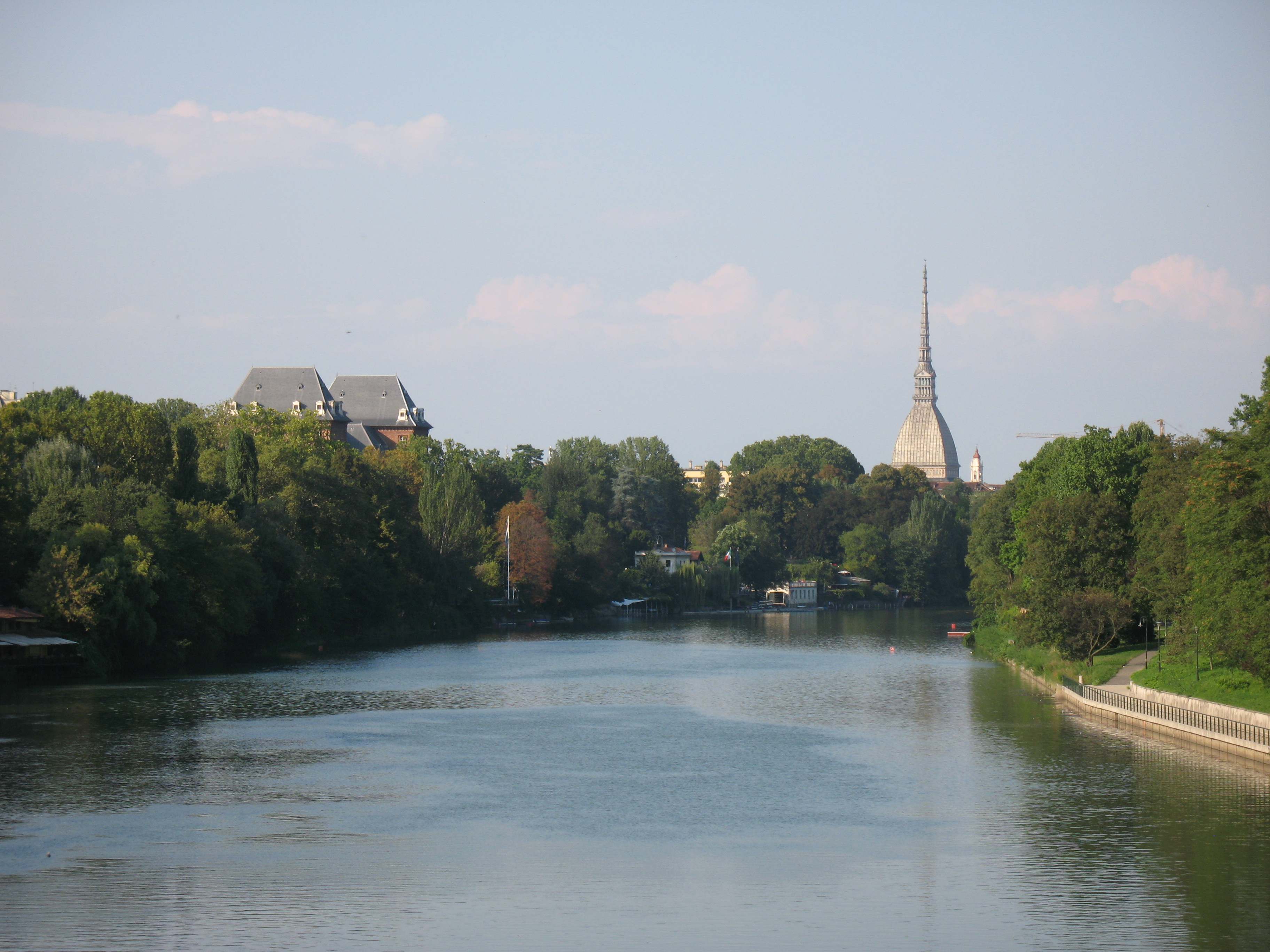
Il Po a Torino

Con una superficie di circa 47820 km², è una delle più grandi pianure europee e la più grande dell'Europa meridionale, occupa buona parte dell'Italia settentrionale, dalle Alpi Occidentali al mare Adriatico, e ha all'incirca la forma di un triangolo. Quasi al centro scorre il fiume Po, che l'attraversa in direzione ovest-est. È bagnata, oltre che dal Po e dai suoi numerosi affluenti, anche da Adige, Brenta, Piave, Tagliamento, Reno e dai fiumi della Romagna nei loro bassi corsi dallo sbocco in pianura fino alla foce.
A nord-est, oltre l'Adige per alcuni, oltre la catena dei Colli Euganei e la laguna di Venezia per altri, la pianura assume la denominazione di pianura veneto-friulana. Queste due aree pianeggianti contigue sono separate dall'Europa Centrale dalla catena alpina, spartiacque geografico e climatico, e sono quindi considerate parte dell'Europa Meridionale, anche se la parte nord-orientale viene considerata mitteleuropea in talune fonti bibliografiche ovvero nella Comunità di lavoro Alpe Adria. Le Alpi, le Prealpi, i rilievi delle Langhe e del Monferrato delimitano quindi la pianura padana lungo i versanti nord, ovest e sud-ovest, il versante meridionale è invece chiuso dalla catena degli Appennini mentre a est è bagnata dall'Adriatico.
A sud-est, invece, sembra che fino all'inizio della seconda metà del XX secolo, fosse visibile una lastra di pietra verticale, accanto alla costa, nella zona estrema a sud della Romagna, a Cattolica, recante una scritta simile a: "Qui comincia la Pianura Padana". Per definirla viene anche usato, sia pur raramente, il toponimo bassopiano padano. Altro termine entrato nell'uso comune è quello di Padania, che viene anche diversamente utilizzato in altri ambiti, come quello politico, per indicare un'area dell'Italia settentrionale in parte coincidente con la pianura stessa.

### Alta e bassa pianura

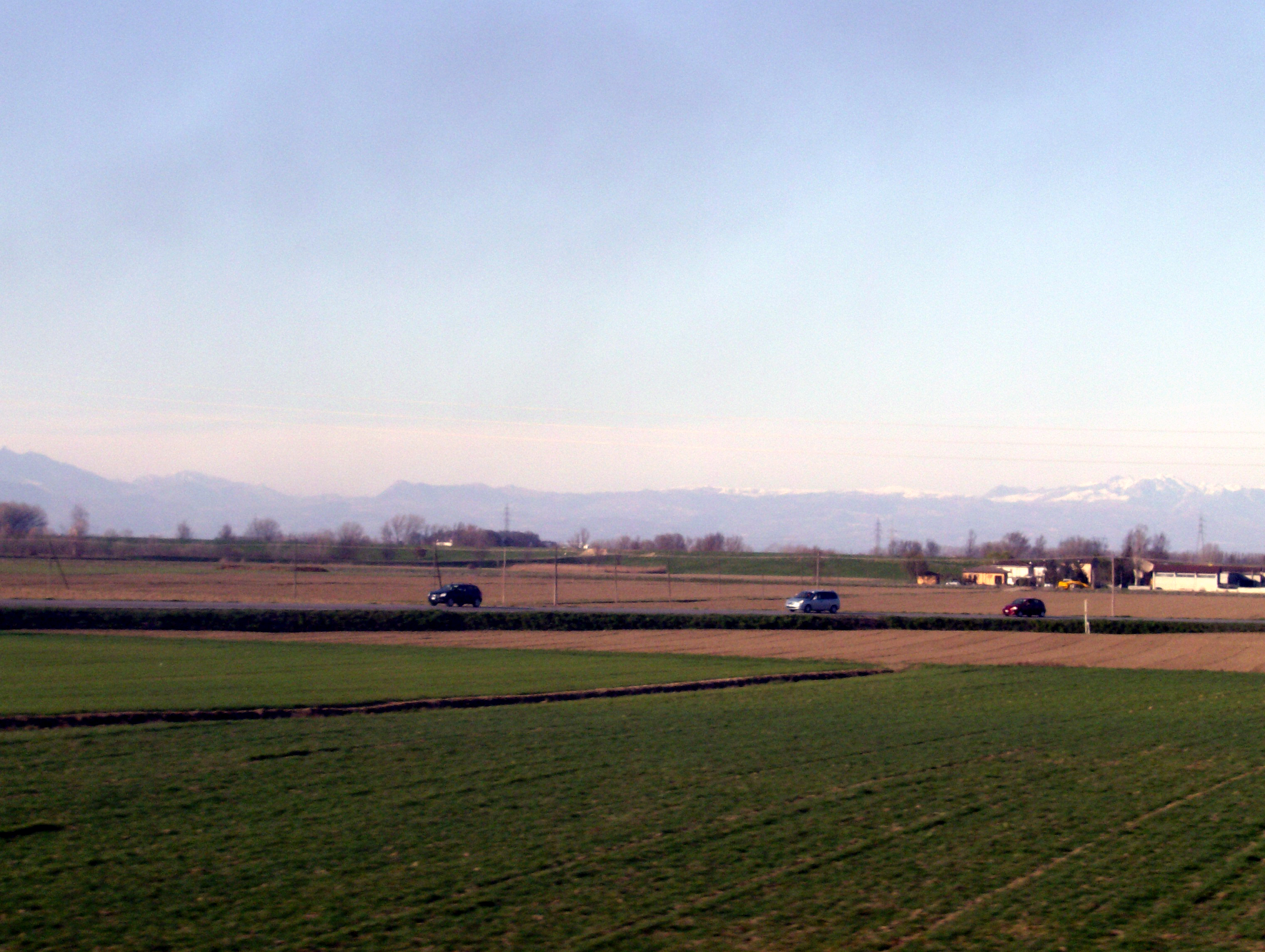
Val padana in provincia di Mantova: sul fondo le montagne

La Pianura Padana comprende tre zone con differenti caratteristiche: l'alta pianura, la bassa pianura e le risorgive. Gli aggettivi "alta" e "bassa" si riferiscono all'altitudine.
Vi è una netta distinzione tra le due fasce, differenti non solo per l'altezza, ma anche per la natura dei terreni, il regime delle acque e la vegetazione. L'alta pianura, detta anche pianura asciutta, si stende ai piedi delle Prealpi e del pedemonte degli Appennini; il suolo è permeabile, composto da sabbie e ghiaie, e non riesce a trattenere l'acqua piovana. Perciò questa penetra per decine di metri sotto la superficie, fino a incontrare uno strato di materiale impermeabile. Sulle rocce impermeabili l'acqua scorre fino al punto in cui ha la possibilità di riaffiorare dalla falda freatica, dando origine ai fontanili o risorgive. Tali sorgenti, grazie alla temperatura costante (compresa tra i 9 e i 12 °C) delle loro acque, hanno permesso la diffusione nelle aree interessate di particolari coltivazioni a prato chiamate marcite.
In corrispondenza della linea delle risorgive incomincia la bassa pianura, detta anche pianura irrigua. Questa ha invece suoli formati da materiali più fini, argille di solito, impermeabili o poco permeabili, dove le acque ristagnano, originando facilmente paludi e acquitrini. Un tempo la Pianura Padana era ricoperta da foreste nella parte più umida (bassa pianura) e da brughiere in quella più arida (alta pianura).

### Geologia
La Pianura Padana si trova sulla placca adriatica, la parte settentrionale della placca africana che si è staccata da essi nel Triassico superiore. L'attività dei fiumi presenti è la principale causa della formazione dell'ambiente di pianura alluvionale con significativi condizionamenti dovuti alle glaciazioni e ai fenomeni di subsidenza differenziali in corrispondenza di sinclinali e anticlinali sepolte.

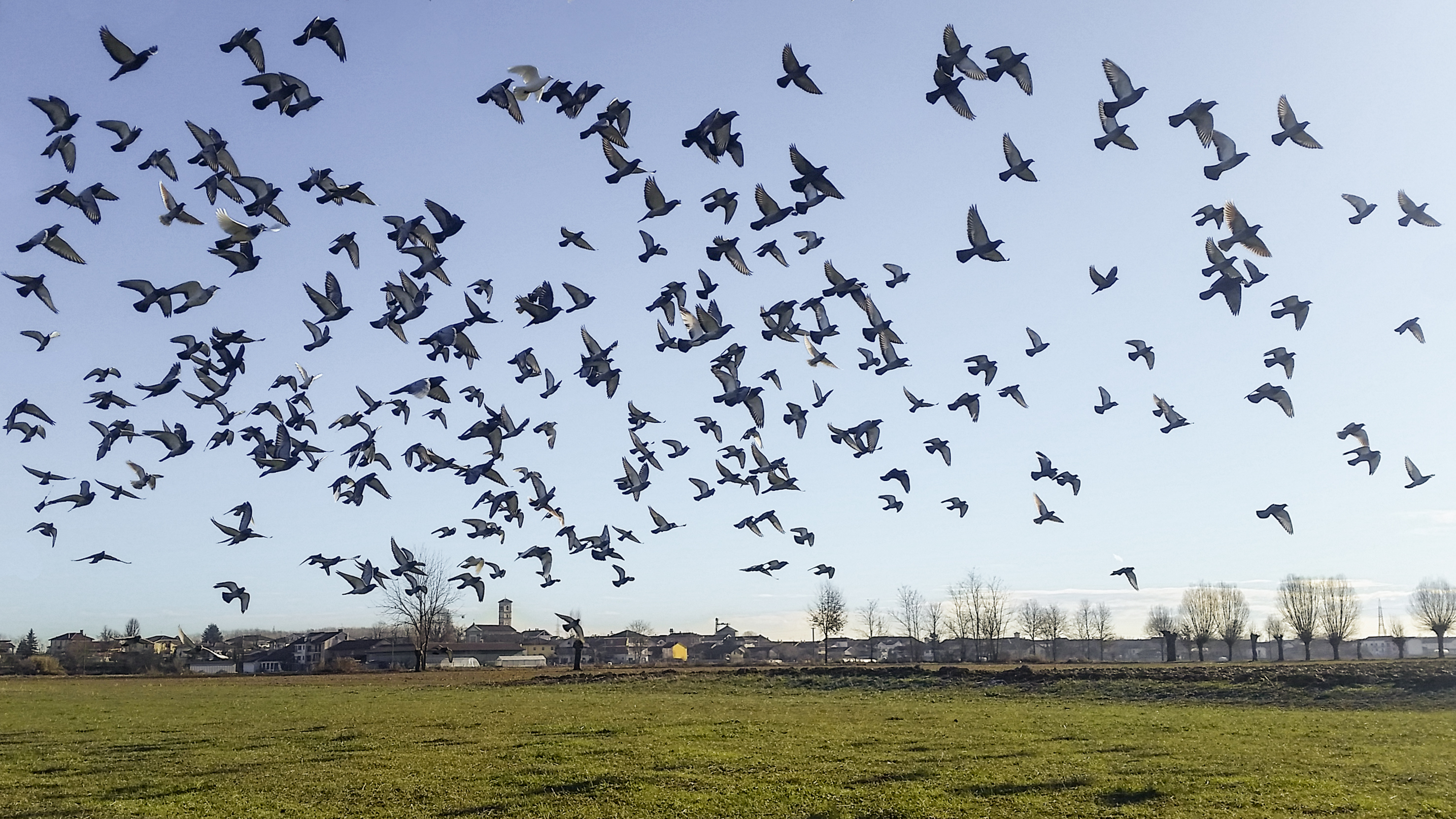
Carmagnola, campagne nei pressi del fiume Po

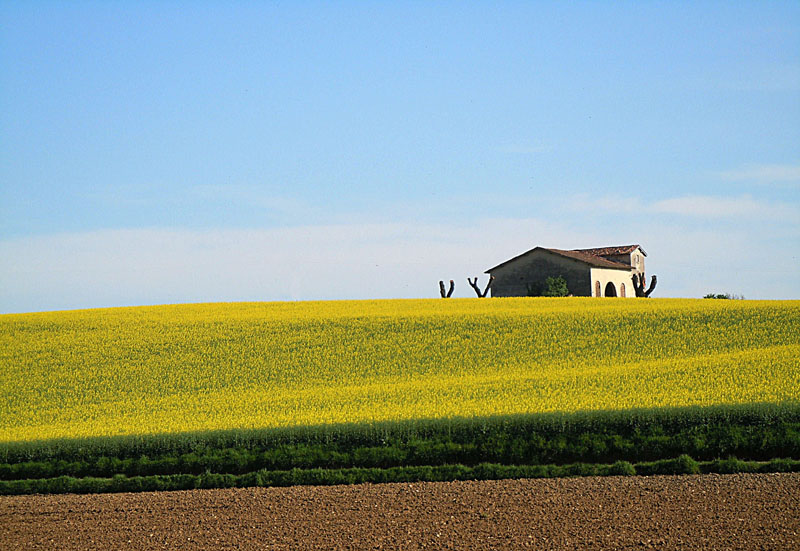
Solferino, colline moreniche del lago di Garda

Il suo assetto contemporaneo è il risultato dell'azione di numerosi corsi d'acqua che hanno, in successivi tempi geologici e storici, asportato e apportato sedimenti fluviali al bacino marino costiero, soggetto a fenomeni di subsidenza, che occupava l'odierna Pianura Padana. In particolare, la gran parte dei depositi superficiali affioranti è il prodotto dell'attività fluviale successiva alla glaciazione Würm che si concluse circa 18 000 anni fa. Lo scioglimento dei ghiacciai, liberando una gran quantità d'acqua in tempi geologicamente brevi ha comportato l'erosione dei grandi corpi morenici, edificati precedentemente dall'attività dei ghiacciai; i materiali erosi a monte o in prossimità dei depositi morenici deposti all'inizio delle vallate, furono deposti a valle.
Tuttavia, al di sotto dei depositi continentali fluviali e fluvio-glaciali (che presentano spessori di svariate centinaia di metri) si sviluppa un basamento di origine marina con assetto strutturale complesso e non priva di significato neotettonico. Sin dal tardo Cretaceo, infatti, la Pianura Padana ha rappresentato la parte frontale di due catene di opposta convergenza: l'Appennino settentrionale e le Alpi meridionali. Studi sulla base della sequenza plio-quaternaria nella porzione centrale e meridionale della Pianura Padana, mostrano lo sviluppo di una serie di bacini sedimentari di tipo sin-orogenetici formatisi a seguito di movimenti ricollegabili a varie fasi tettoniche; la porzione settentrionale della pianura, invece, presenta una struttura monoclinale immergente verso sud.
L'aspetto finale della Pianura Padana si è raggiunto con il riempimento definitivo (cominciato nel Pliocene), con depositi dapprima marini e poi continentali, dei bacini ampiamente subsidenti delle avanfosse padane. Sebbene la definitiva strutturazione del substrato sepolto venga tradizionalmente associata a una fase tettonica pliocenica media-inferiore (databile dalla discordanza esistente tra i sedimenti plio-pleistocenici marini e il substrato più antico), è opinione sempre più diffusa che i depositi alluvionali quaternari siano stati coinvolti in fasi neotettoniche, condizionando così anche la morfogenesi successive

### Clima

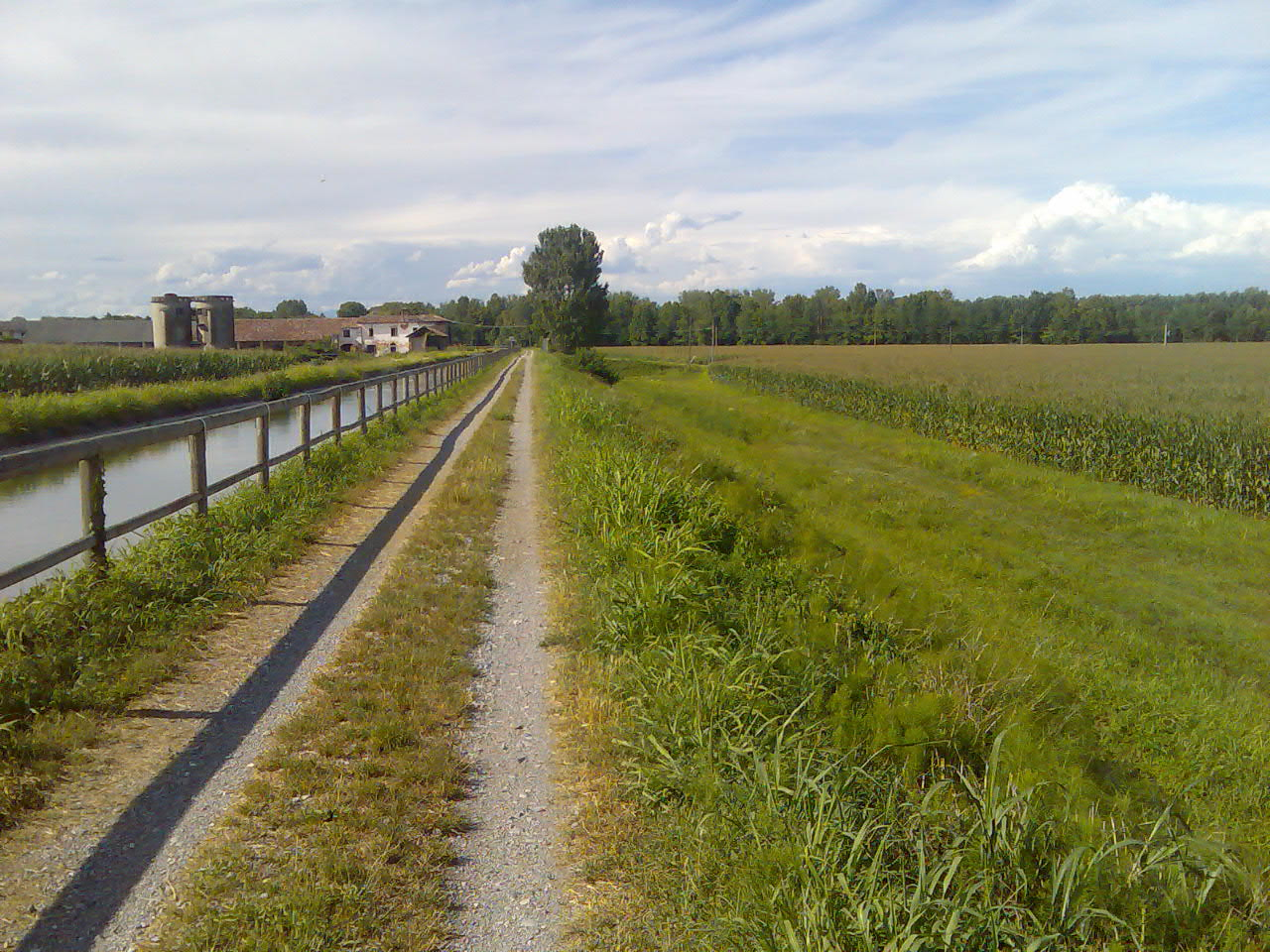
Tipico scenario estivo della Pianura Padana: le campagne di Soresina, in provincia di Cremona, coltivate intensivamente

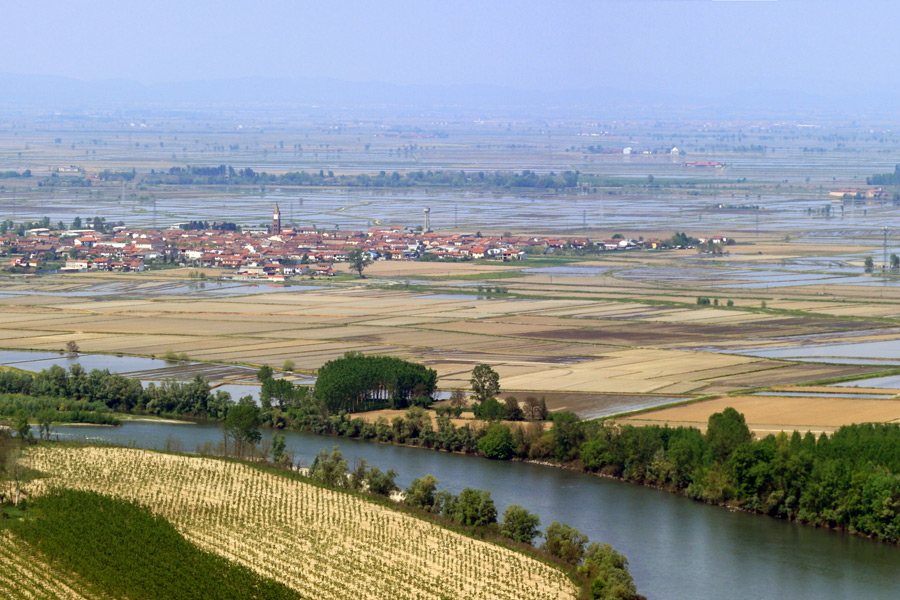
Panorama sulle risaie vercellesi e il fiume Po dalle colline del Monferrato. Le risaie contraddistinguono un'ampia zona della Pianura Padana compresa tra Piemonte e Lombardia

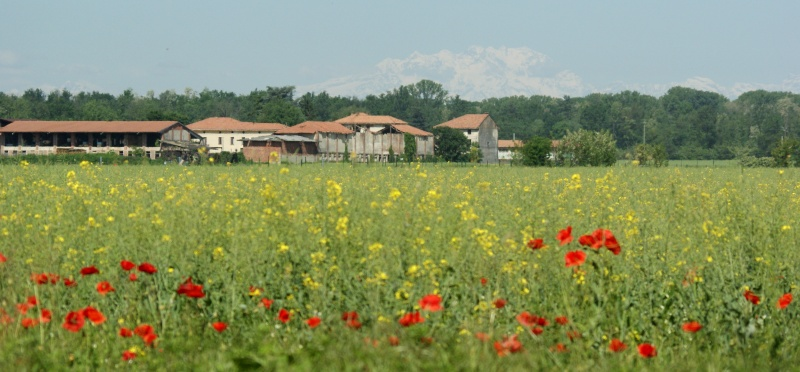
Panorama dell'alta pianura nel territorio di Origgio, nell'Altomilanese. Sullo sfondo, il Monte Rosa

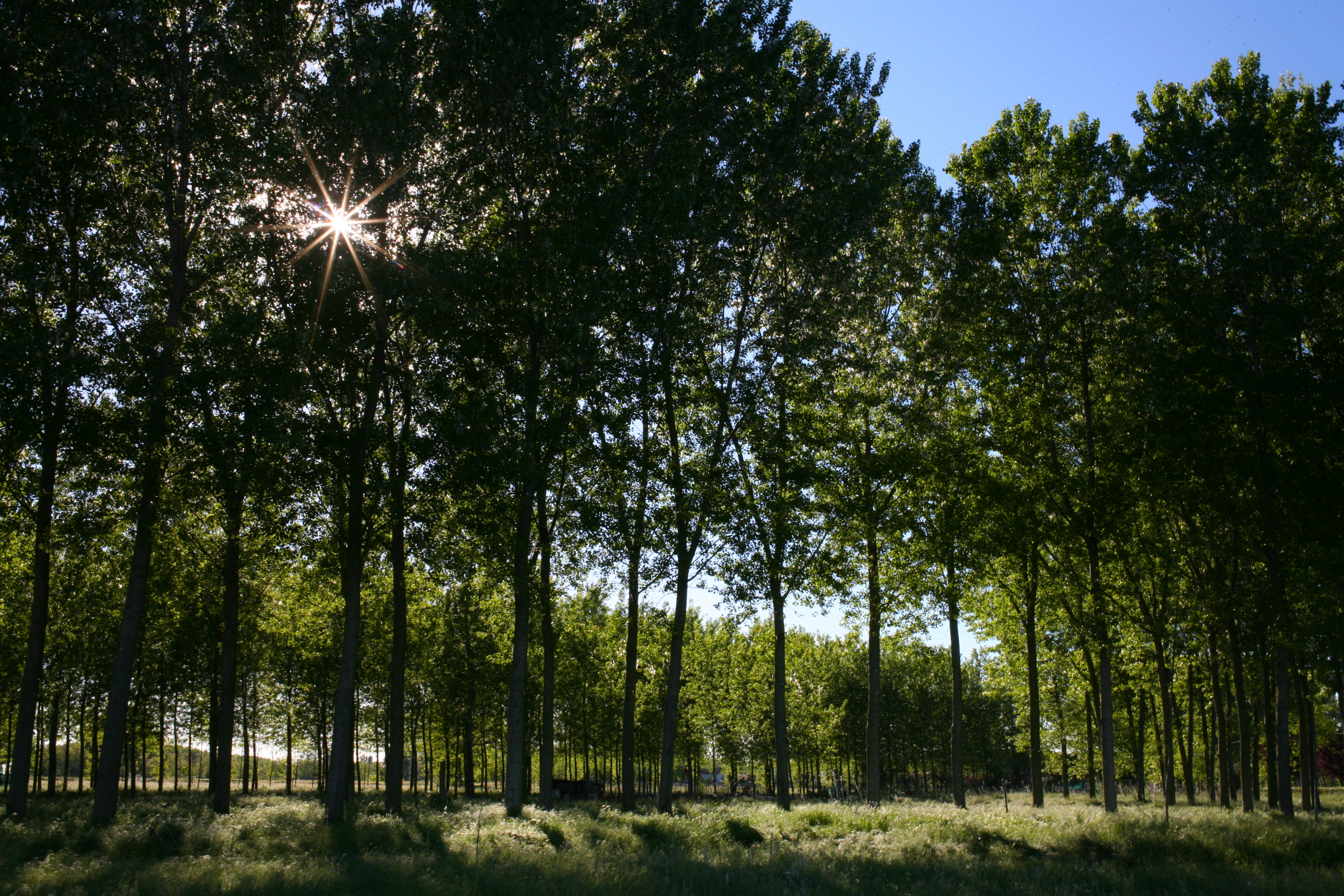
Pioppi in pianura padana presso Pavia.

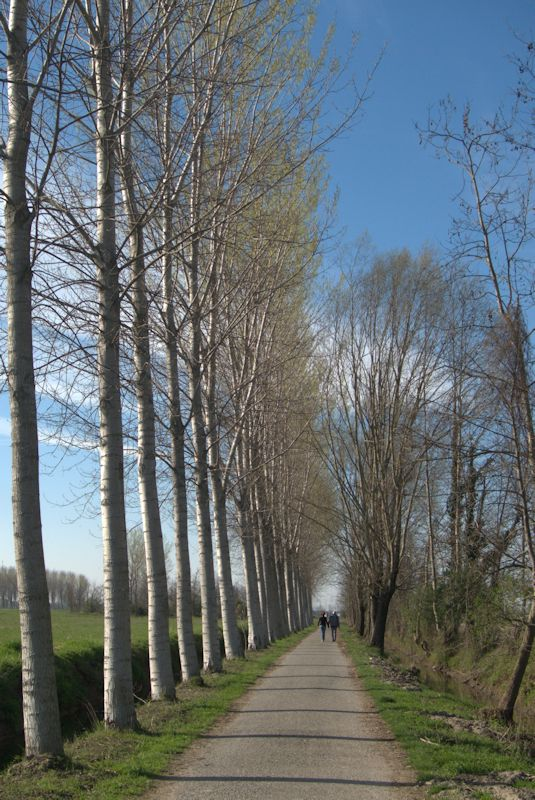
Viale alberato di pioppi nella Pianura Padana

La Pianura Padana ha un clima temperato umido con estate molto calda, definito anche Clima subcontinente umido (classificazione Köppen-Geiger Cfa).
Il clima è caratterizzato da un'ampia escursione termica annuale con temperature medie basse in inverno (−1-2 °C) e alte in estate (le medie massime estive oscillano dai 25 °C misurati a Cuneo ai 28 °C della stazione meteorologica di Milano Brera). Nella stagione fredda, le temperature minime possono attestarsi anche diversi gradi al di sotto dello zero nelle ore notturne, e talvolta permanere negative o prossime allo zero anche nelle ore centrali del giorno (specialmente in caso di nebbia, fenomeno tuttavia in forte diminuzione); nella stagione invernale, causa il ristagno dell'aria le temperature massime si attestano su valori bassi anche se poco percepiti proprio in virtù della scarsa ventilazione: in alcuni sporadici casi si possono registrare giornate di ghiaccio ossia valori termici che restano negativi anche durante il giorno, con fenomeni come la galaverna, soprattutto nella zona nord-occidentale della Pianura.
In estate invece le temperature massime possono toccare, in caso di anticiclone subtropicale, punte di 38 °C, talvolta, superiori. Alcune misurazioni di valori estremi: nell'estate 2003, con l'anticiclone subtropicale, sono stati toccati i 41-43 °C; nel gennaio e nel dicembre 2009, grazie all'effetto albedo e all'inversione termica, si sono toccati i −12-−14 °C, mentre nel febbraio 2012 si è scesi a −23-−18 °C nella pianura occidentale.
La piovosità è concentrata principalmente nei mesi primaverili e autunnali, ma nelle estati calde e umide sono frequenti i temporali, soprattutto a nord del Po. La caratteristica conformazione "a conca" della Pianura Padana fa sì che sia in inverno sia in estate vi sia un notevole ristagno dell'aria (è una delle aree meno ventilate d'Italia), con effetti diversi nelle due stagioni. In inverno, per via della protezione dalle correnti marittime offerta da Alpi e Appennini, quando vi è un accumulo di freddo e scarsità di vento, si vengono a creare le condizioni per la formazione di inversioni termiche.
A causa di questo fenomeno sul settore centro occidentale si verificano nevicate di rilievo quando aria calda e umida, sospinta da una depressione sui mari a ovest dell'Italia, affluisce, dai quadrati meridionali, sopra uno spesso strato di aria fredda, preesistente, intrappolata dal sistema orografico; sono le cosiddette "nevicate da raddolcimento" o da "cuscino freddo"; esse segnano generalmente il passaggio tra il dominio dell'anticiclone freddo e le correnti cicloniche atlantiche; in queste condizioni le massime precipitazioni nevose si verificano sul Piemonte e sulla Lombardia occidentale, dove il "cuscino" si presenta più spesso e tenace, talvolta possono estendersi all'Emilia occidentale, mentre sulla Romagna e sul Triveneto, con tale configurazione, è più frequente la pioggia anche se la temperatura al suolo è prossima allo zero in quanto il cuscino di aria fredda è qui meno spesso e i venti caldi in quota provocano l'innalzamento dello zero termico con conseguente fusione della neve prima del suo contatto col suolo; può capitare che nevichi su Piemonte e ovest Lombardia, mentre piove non solo sul settore centro orientale, ma anche sull'Appennino Tosco Emiliano investito direttamente dai venti caldi meridionali.
Sul settore nord orientale, le nevicate, meno frequenti e abbondanti, sono legate di preferenza agli afflussi di masse di aria fredda da NE al suolo o in quota; esse interessano più direttamente la costa veneta e la Romagna; la pianura veneta settentrionale può beneficiare, a volte, di temporanei cuscini freddi in grado di garantire nevicate da scorrimento caldo, che solitamente evolvono in pioggia.
Cadute di neve particolarmente abbondanti possono manifestarsi con circolazioni depressionarie che dal Tirreno si spostano verso le regioni centrali e il medio Adriatico, quando è presente un anticiclone sull'Europa centrale; in tali condizioni, l'aria calda e umida che affluisce in quota dai quadranti meridionali contrasta con l'aria fredda richiamata da NE negli strati più bassi; il marcato contrasto tra le due masse d'aria e il sollevamento determinato dalla presenza dei rilievi appenninici, perpendicolari alle correnti, determinano nevicate più abbondanti via via che ci si avvicina all'Appennino. Tale situazione è particolarmente favorevole alle nevicate sull'Emilia-Romagna e sul basso Piemonte e spiega la maggiore nevosità del pedemonte emiliano romagnolo rispetto alla bassa pianura. Non è raro che in tali condizioni la pianura a nord del Po, meno esposta ai venti di settentrionali, si trovi in condizioni di tempo piovoso o venga risparmiata dai fenomeni grazie a effetti favonici.
In questa stagione vi sono tuttavia anche diverse giornate più secche, ma comunque sempre rigide, poiché entra direttamente sulla pianura vento freddo dalla "porta della bora" (da nord-est) e dalla valle del Rodano (da nord-ovest) sotto forma di fohn freddo. In alcune occasioni soffia anche il buran, vento orientale di origine russa che qualche volta riesce a raggiungere la Pianura Padana sferzandola con intense raffiche gelide. Ed è proprio in questi casi che fanno spesso la comparsa intense bufere di neve, con copiose precipitazioni derivanti da perturbazioni provenienti dalle latitudini polari, rinforzate dal vento freddo già presente sulla pianura. Le zone più nevose sono quelle a ridosso dell'Appennino del piacentino, tra Modena e Bologna oltre al basso Piemonte e alla bassa Lombardia occidentale.
Per contro, nelle zone ai piedi delle Alpi possono soffiare venti di caduta (occidentali e nord-occidentali in Piemonte e Valle d'Aosta, settentrionali in Lombardia), come il comune föhn, che, oltre a rendere il cielo limpidissimo, porta giornate più miti e secche (l'umidità relativa può scendere anche fino al 10%) anche in pieno inverno. Cessato questo vento però, se il cielo è sereno, le temperature calano sensibilmente nella notte (anche 10 °C in 3-5 ore). La catena alpina esplica un'azione di difesa verso le perturbazioni invernali, ma, come detto, ostacola anche il passaggio di masse d'aria umide e temperate di origine atlantica, che in tal caso non riescono a mitigare il clima come nelle regioni atlantiche europee. Il bacino della Pianura Padana, delimitato dalle Alpi a nord e a ovest e dagli Appennini a sud che la isolano dalle regioni limitrofe, ha quindi un clima a sé, diverso in particolare dal comune clima mediterraneo a cui di solito viene abbinata l'Italia. Il mare Adriatico peraltro si limita a mitigare solo le zone costiere della pianura romagnola, veneta e friulana, poiché troppo basso e lungo per incidere profondamente sul clima padano, mentre le masse d'aria calda provenienti dal mar Ligure vengono bloccate dall'Appennino ligure e dalle ultime propaggini delle Alpi.
In estate, invece, l'effetto cuscinetto della Pianura Padana produce effetti opposti, favorendo il ristagno di aria calda e molto umida che produce temperature alte, connesse a tassi di umidità altrettanto alti, che causano frequenti giornate molto calde e afose (specialmente in presenza dell'anticiclone africano). Tale umidità, inoltre, tende spesso a scaricarsi sotto forma di violenti temporali e grandine, che portano temporaneo refrigerio e permettono di rimescolare le masse d'aria, causando un rapido ridimensionamento termico. Ma di solito questa situazione dura poco, con un veloce aumento delle temperature e degli indici di umidità.
Questa regione geografica è una zona di "transizione", nel continente europeo, tra il tipico clima mediterraneo (a sud) e quello oceanico o marittimo temperato (a nord, nord-ovest). Secondo la classificazione dei climi di Köppen il clima che caratterizza la pianura del Po è detto "Cfa - Humid Temperate" (quello mediterraneo è "Csa, Csb - Mediterranean").
Alla luce delle caratteristiche evidenziate, in linea generale, si può definire il clima della Pianura Padana anche come continentale.
Una delle caratteristiche del clima padano, comune a tutta la pianura, è la scarsità della ventilazione, che in estate rende le giornate ancora più calde e afose e in generale accresce i livelli d'inquinamento dell'aria, contribuendo a fare della Pianura Padana una delle zone più inquinate d'Europa. La particolare posizione geografica, che la vede chiusa tra alte catene montuose e aperta solo sul lato orientale, ostacolando in parte i venti e favorendo l'accumulo di forte umidità nell'aria, è causa del noto fenomeno della nebbia. Le località con maggior numero di giorni di nebbia in Italia sono infatti quelle dell'area padana, soprattutto verso la zona del delta.

### Inquinamento

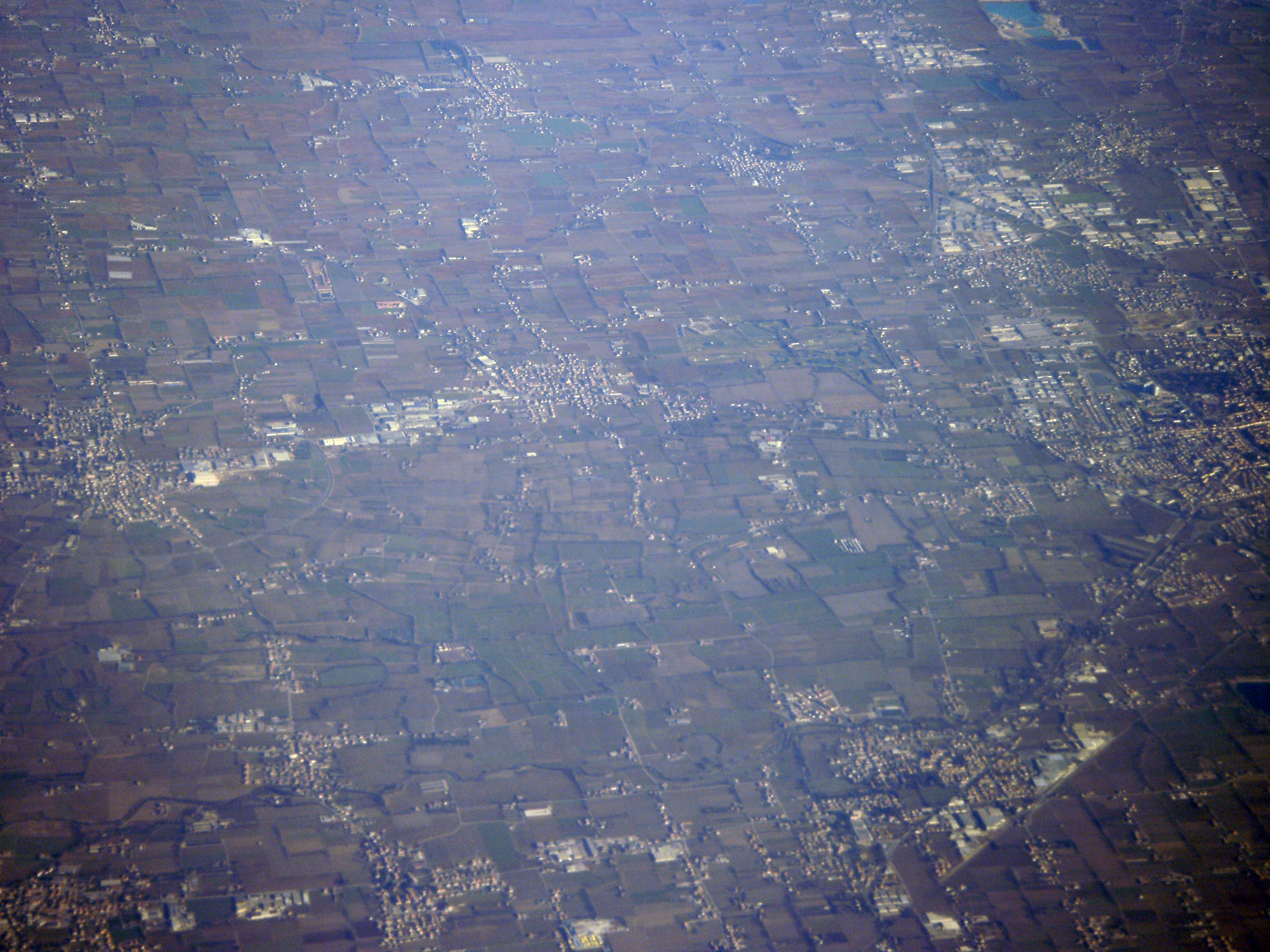
Castelfranco Veneto

A causa della scarsa ventilazione della Pianura Padana, soprattutto occidentale, dell'industrializzazione e dell'alta densità di popolazione (particolarmente in Lombardia, ma distribuita su tutta l'area di pianura, che conta circa 20 milioni di abitanti), dagli anni sessanta è molto cresciuto il problema dello smog e dell'inquinamento dell'aria in genere, inquinamento che non colpisce solo le grandi città o le aree industriali ma che si distribuisce a interessare l'intera macroregione. I telerilevamenti da satellite mostrano come l'inquinamento dell'aria nella Pianura Padana sia il più grave in Europa, quarto nel mondo. Secondo l'Agenzia europea dell'ambiente, la Pianura Padana è la regione col maggiore inquinamento atmosferico nell'Europa occidentale. Inoltre, a differenza delle altre grandi pianure europee, la Pianura Padana è quasi totalmente coltivata, lasciando spazi irrisori a boschi e altri ambienti naturali.
Alcune amministrazioni provinciali e regionali, ad esempio la provincia di Milano e quella di Lodi, stanno prodigandosi per migliorare i pochissimi ambienti naturali rimasti nella pianura e per crearne artificialmente altri, ad esempio col progetto "Dieci grandi foreste di pianura e di fondovalle" della Regione Lombardia. Altre province restano in transizione verso un'agricoltura meno intensiva e più estensiva, creando i cosiddetti corridoi ecologici, con l'obiettivo di proteggere la residua biodiversità di una macroregione geografica tra le più impoverite d'Europa.
Secondo uno studio del giugno 2014 dell'Università di Modena e Reggio Emilia, la concentrazione di polveri sottili nel corso dei precedenti 14 anni è diminuita significativamente in tutto il bacino padano, tra l'1 e il 4% ogni anno, ed è stato dimostrato come tali diminuzioni "siano in parte dovute a miglioramenti tecnologici relativi alle sorgenti emissive" (miglioramento dell'efficienza dei motori dei veicoli e dei sistemi di emissione).

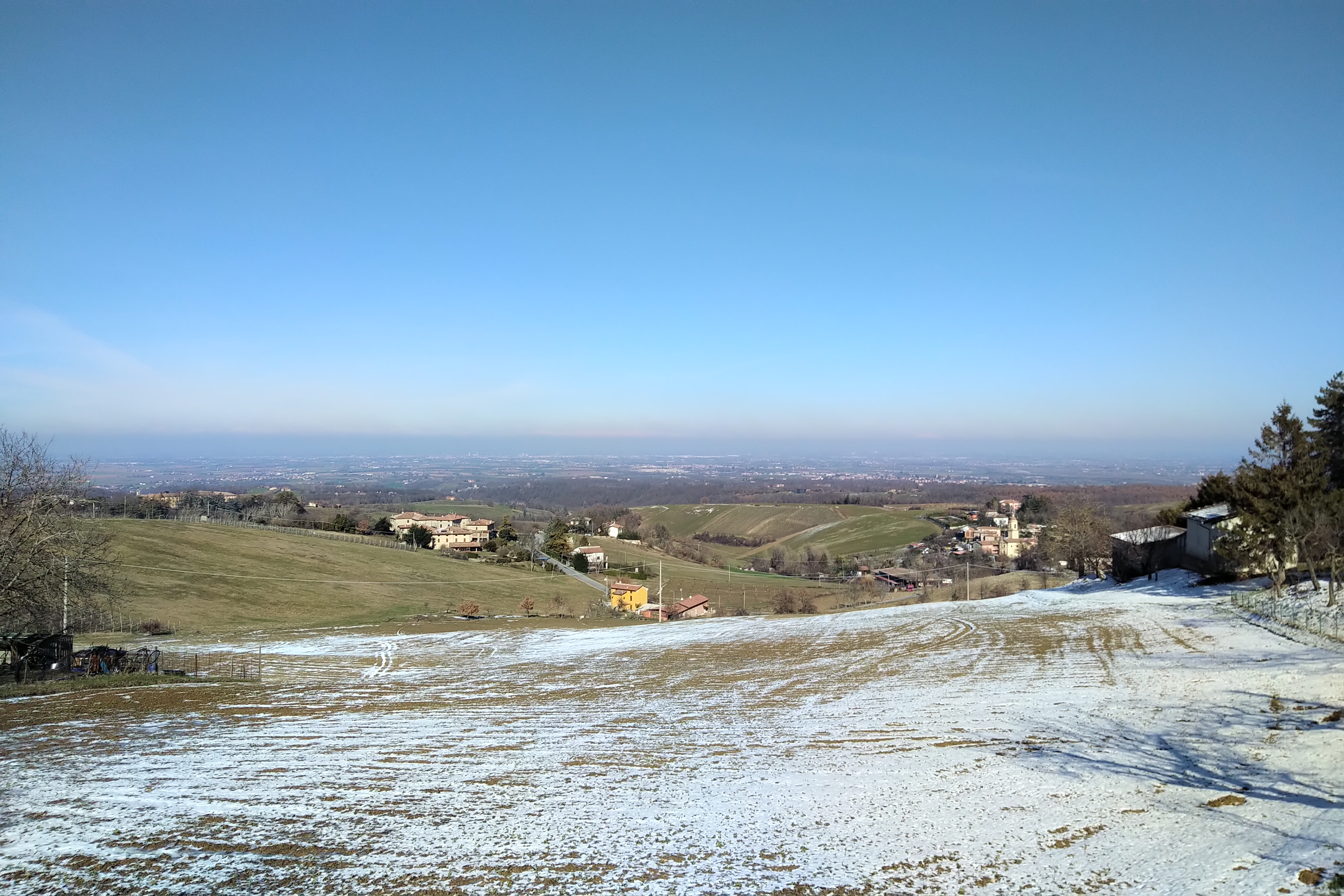
Veduta Pianura Padana dalle colline piacentine. Nello sfondo, le Alpi e la cappa di smog (foto febbraio 2021)

I ricercatori evidenziano che la maggiore mortalità da PM2.5 si verifica dove al particolato che proviene da scarichi e abrasione di freni e pneumatici si aggiunge quello dei combustibili solidi utilizzati per riscaldare le case. Tra le cause principali anche le coltivazioni intensive, responsabili delle emissioni di composti azotati e polveri sottili sia di origine primaria che secondaria, e gli allevamenti intensivi, che provocano emissioni di ammoniaca e metano (con relativa formazione di polveri sottili secondarie).
L'inquinamento della Pianura Padana è però legato anche ad altri problemi, come per esempio gli scarti delle grandi industrie, la presenza di materiale radioattivo e il traffico di rifiuti tossici.

## Suolo
La Pianura Padana con i suoi 48000 km², è la più estesa d'Italia. Prende il nome dal fiume Po, che lo attraversa da ovest a est ed è compresa tra le Alpi (a nord e a ovest), l'Appennino (a sud) e il mare Adriatico (a est). Grazie alle abbondanti pioggie e alla ricchezza idrografica è una delle zone più intensamente agricole d'Italia. Nelle zone collinari a sud di tutto l'arco alpino è eccellente la produzione di vino. 

### Risaie
Le coltivazioni di riso sono particolarmente estese nelle campagne presso Vercelli, Mantova, Novara e Rovigo presso la foce del Po. Divise in più "camere" da argini trasversali o longitudinali, le risaie sono interamente sommerse dall'acqua.

## Storia

### Età antica
Nei primi millenni a.C., la pianura padana era una regione abitata da una varietà di popoli e tribù, ognuno con la propria cultura e organizzazione sociale. Tra questi popoli si contavano i Liguri, stanziati soprattutto lungo la costa nord-occidentale, i Veneti, che occupavano le terre attorno all'attuale Veneto, i Celti, che si insediarono nella parte settentrionale della regione, tra questi ultimi i Galli, che si stabilirono prevalentemente nella zona occidentale, e i Carni, che andarono a occupare il lembo friulano della pianura. Queste popolazioni vivevano principalmente di agricoltura, caccia e pesca, e svilupparono comunità con strutture sociali e politiche proprie, spesso organizzate in tribù o piccoli stati.
Verso il primo millennio a.C., l'influenza etrusca si estese nella regione settentrionale dell'Italia, inclusa la pianura padana. Gli Etruschi, un popolo avanzato culturalmente e tecnologicamente, stabilirono contatti commerciali e culturali con le popolazioni locali, introducendo tecniche agricole avanzate e contribuendo allo sviluppo di centri urbani più strutturati. L'influenza etrusca si manifestò anche nell'arte e nell'architettura, con la costruzione di imponenti tombe e la diffusione di stili artistici distintivi.
Successivamente, intorno al IV secolo a.C., la pianura padana fu teatro di conquiste e insediamenti da parte dei Celti, in particolare i Galli Cisalpini. Questi popoli celtici, provenienti principalmente dall'Europa centrale, fondarono numerose città e villaggi lungo il corso dei fiumi e in altre aree strategiche della pianura. Tra le città fondate dai Celti vi erano Mediolanum (l'odierna Milano), Brixia (Brescia) e Verona. Questi insediamenti celtici contribuirono alla crescita economica e culturale della regione, trasformandola in un importante centro urbano.
Durante l'età antica, la pianura padana divenne un crocevia importante per le rotte commerciali, collegando il Mediterraneo con le regioni settentrionali dell'Europa. Le vie fluviali, come il Po e il suo affluente Ticino, facilitavano il trasporto delle merci e favorivano lo sviluppo di centri urbani lungo le loro sponde. Questo intenso scambio commerciale portò all'arricchimento delle culture locali attraverso lo scambio di merci, idee e conoscenze, contribuendo alla diversificazione e alla prosperità della regione durante l'età antica.

#### Primi stanziamenti
I Liguri, secondo le fonti storiografiche, furono i primi abitatori della pianura padana: intorno al XX secolo a.C.. Il popolo ligure non solamente compare nelle antiche leggende - di probabile matrice greca - del delta padano, ma avrebbe lasciato inoltre tracce linguistiche e artigianali riscontrabili fino all'area archeologica prossima alla costa adriatica settentrionale (Emilia-Romagna).
Ai Liguri si attribuisce la formazione dei primi villaggi padani detti dei Terramaricoli; società che ben si adatta con quella della media e recente età del Bronzo: facies delle palafitte e degli abitati arginati.
Nonostante sia uso comune datare la fine delle società palafitticole con l'ultimo periodo del Bronzo, ciò non è sempre esatto: ad Adria, ad esempio, forse per il terreno eccessivamente paludoso che non permetteva altro tipo di costruzione, si sono ritrovate tracce di società palafitticola risalente alla piena età del Ferro: del VI e V secolo a.C.
Un passo dell'antico romano Plinio il Vecchio chiarisce la successione di popoli per la parte di pianura Padana sud-orientale:
(Plinio il Vecchio, Naturalis historia, III, 112.)
Plinio è abbastanza chiaro: dalla costa di Ancona, per cui dalla fine delle Marche e verso la bassa Val Padana, ha inizio il territorio dei Galli Togati (ai tempi dei Romani i Galli occupavano già da tempo, in maniera stabile, quelle regioni). I Senoni ad Ancona e i Boi sotto il fiume Po: qui, sostiene lo storico romano, dominarono nei tempi più antichi Siculi e Liburni (Filisto sostiene a sua volta che i Siculi altro non erano che Liguri, la sua affermazione è però guardata con sospetto dalla storiografia moderna a causa degli interessi degli antichi Siracusani in Italia, mentre l'altro popolo dominante, i Liburni, viene accostato, se pur sporadicamente, con i Siculi o anch'esso con i Liguri).

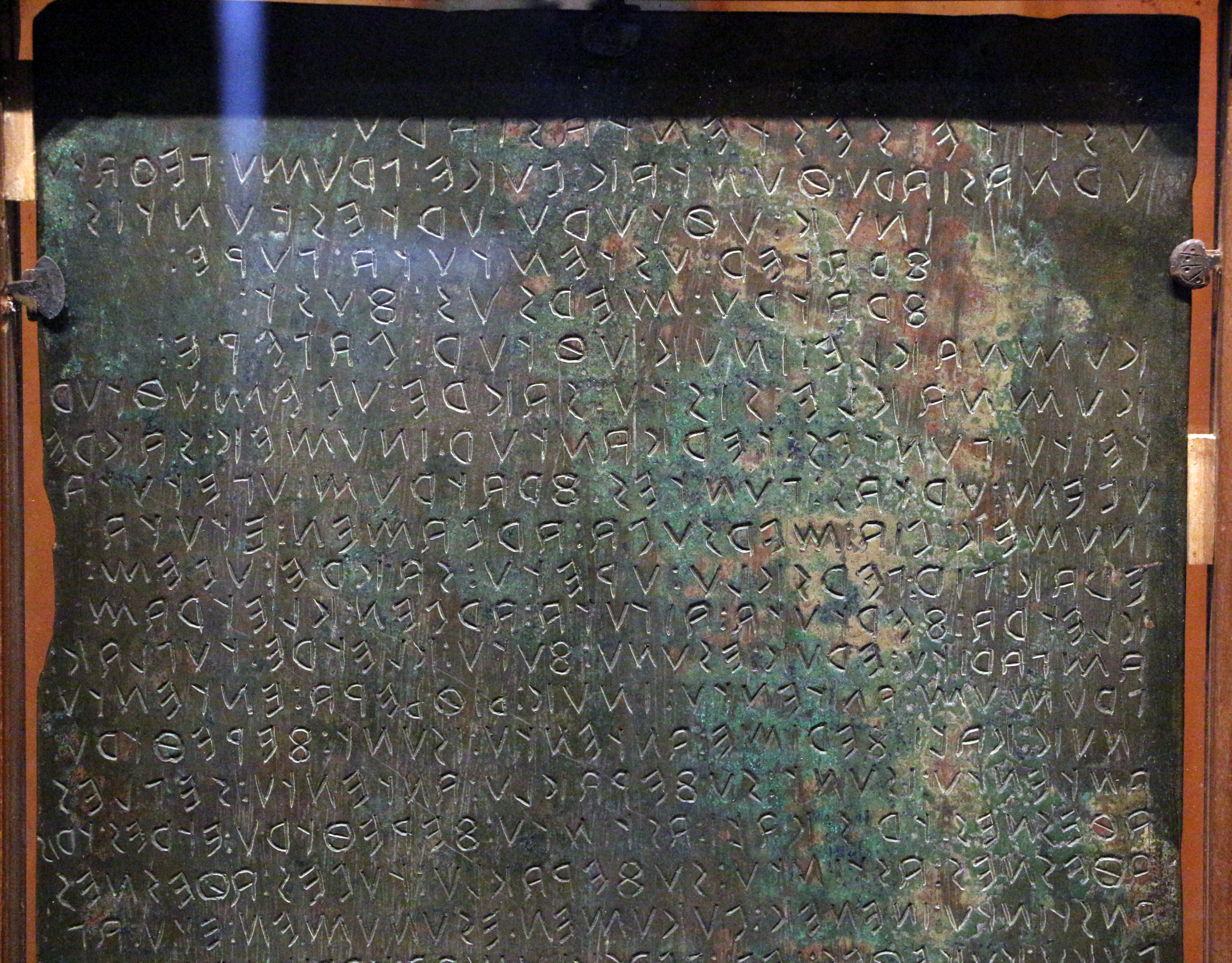
Una delle tavole eugubine, sette in tutto (risalenti al III secolo a.C.), scritte dagli Umbri, popolo che secondo Strabone colonizzò Rimini e Ravenna

Gli Umbri, sempre secondo l'affermazione pliniana, si insediarono nella bassa Padana dopo aver cacciato Siculi e Liburni. Non è semplice tuttavia stabilire se essi vi arrivarono prima o dopo di un altro nuovo popolo, di cui Plinio non fa menzione nella sua cronologia ma che è invece attestato da diverse fonti antiche: il popolo dei Pelasgi.
Questi Pelasgi, afferma Diodoro Siculo parlando di un tempo che si perde nella mitologia, sarebbero giunti nella pianura del Po dopo essere fuggiti dalla Tessaglia all'epoca del diluvio di Deucalione (la versione greca del diluvio universale). Alla notizia di Diodoro viene conciliata quella riferita da Strabone, ovvero che i Tessali avrebbero fondato Ravenna ma che a causa dell'aggressività dei Tirreni la cedettero agli Umbri.
Si potrebbe dunque affermare, pur sempre con prudenza - poiché l'etnonimo tirrenico, ancora prematuro per l'area padana, è molto probabilmente frutto della pubblicistica siracusana d'epoca classica -, che i Pelasgi giunsero in queste terre prima degli Umbri.

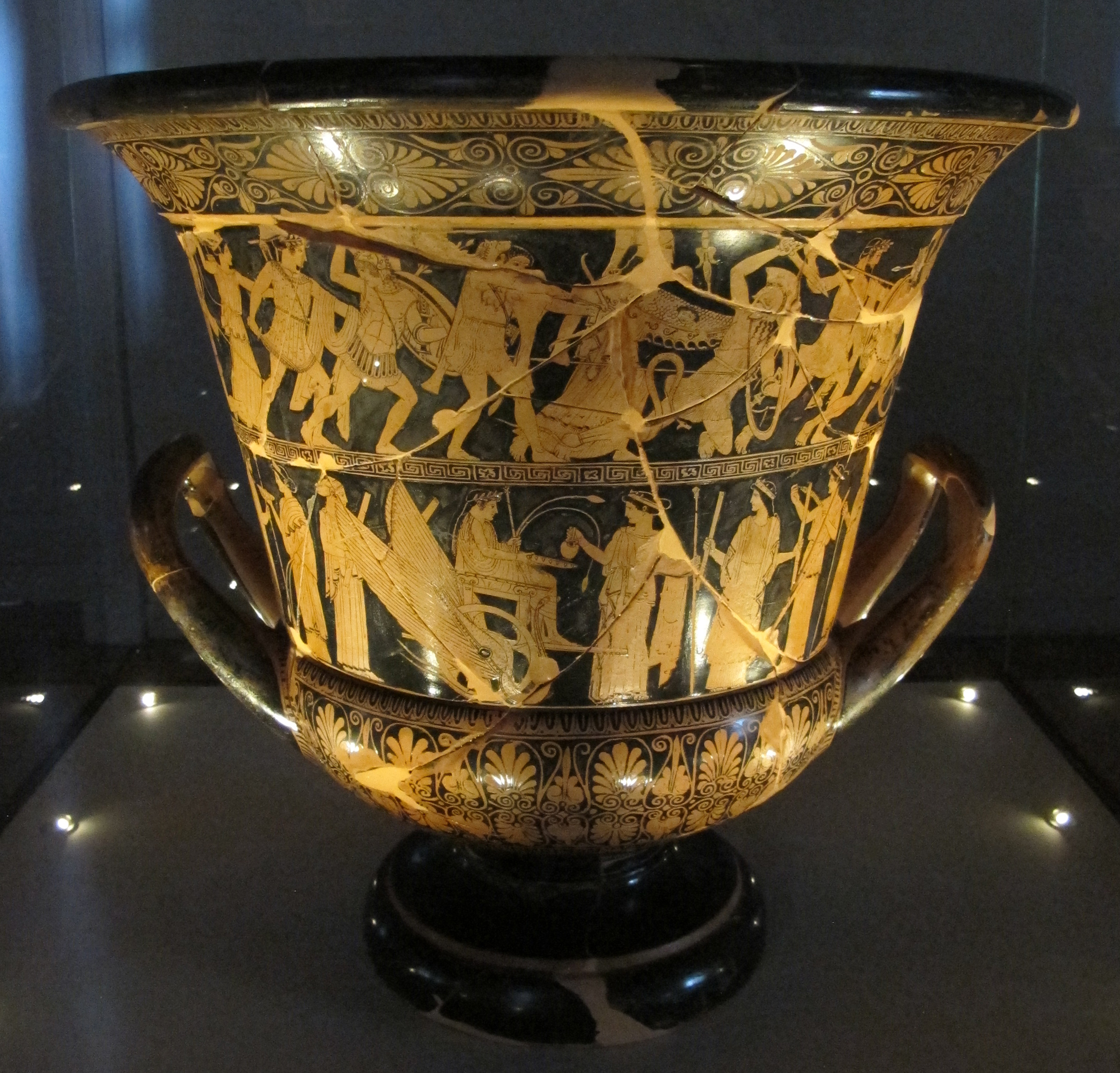
Cratere attico del pittore dei Niobidi, rinvenuto nella valle Trebba di Spina (IV sec. a.C., museo archeologico nazionale di Ferrara)

#### Cultura villanoviana, Veneti, Greci ed Etruschi
Nel frattempo nell'alto Adriatico faceva la sua comparsa la cultura protovillanoviana (XII-X secolo a.C.), seguita dalla cultura villanoviana (IX-VIII secolo a.C.), la cui principale caratteristica era la sepoltura a incinerazione. Il suo nome deriva dal sito archeologico scoperto a Bologna (antica Felzna, capitale padana degli Etruschi).
La cultura villanoviana è strettamente connessa con gli Etruschi, perché essa copre quasi la stessa identica porzione di penisola italica nella quale si estese la Tirrenia/Etruria (Toscana, Lazio, parte della Campania e ampie aree della pianura Padana). Intorno al IX secolo a.C. nella parte nord-orientale della pianura Padana giunse il popolo dei Veneti. Essi, di probabile origine asiatica (forse giunti dalla Paflagonia, in quanto probabili discendenti degli Eneti) trovarono già insediati nel medesimo sito le popolazioni dette degli Euganei, che a seguito dell'arrivo del nuovo ethnos cercarono rifugio nelle valli delle Alpi orientali.
La prima frequentazione ellenica dell'alto Adriatico si fa risalire alla civiltà micenea (anteriore al X secolo a.C.) e prosegue con la navigazione degli euboici. Qui inoltre, si sostiene, vennero ambientate molte delle arcaiche leggende dei Greci (come parte della saga degli Argonauti e dell'Odissea di Omero), risalenti a un lasso di tempo che si stima vada dal IX agli inizi dell'VIII secolo a.C. I primi contatti dei Greci con gli Adriatici precedettero quindi l'arrivo e l'influenza degli Etruschi sulla Pianura Padana (la formazione della cultura etrusca si data alla seconda metà dell'VIII secolo a.C., mentre la colonizzazione della cosiddetta Etruria padana ebbe la sua fase maggiore solo nel VI secolo a.C.). Gli Etruschi furono a loro volta testimoni di un nuovo arrivo nella valle del Po: l'avvento dei Celti, che sconfissero gli Etruschi nella battaglia del Ticino intorno al 600 a.C. La prima invasione gallica si data al IV secolo a.C.; i Greci di Siracusa giunsero nel delta padano a seguito di ciò.

#### La Cultura di Golasecca, i Celti e i Celto-Liguri
La Cultura di Golasecca si diffuse, tra l'Età del Bronzo finale e la prima Età del Ferro nell'area compresa tra la Lombardia nord-occidentale e il Piemonte, compreso il Canton Ticino. Sul finire dell'epoca preistorica quest'area fu punto di transito e di contatto con la cultura di Hallstatt a ovest, con quella dei Campi d'Urne nel nord continentale e con la Civiltà villanoviana a sud. Inizialmente concentrati in zona pedemontana e poi dilagati in tutta l'area dei laghi, qui si svilupparono numerosi agglomerati abitativi di una cultura originale, i cui reperti più antichi oggi disponibili sono databili a partire dal IX secolo a.C.

Tito Livio riferisce che attorno al 600 a.C. (Prisco Tarquinio Romae regnante), un'orda di Galli guidata da Belloveso oltrepassò le Alpi, sconfisse gli Etruschi sul Ticino presso Pavia e occupò il territorio tra Milano e Cremona (fondando la città di Mediolanum), identificando gli abitanti del luogo, gli Insubri, con questi invasori Galli. Nel Periplo di Scilace, di Scilace di Carianda, viaggiatore e geografo greco attivo tra nel 522-485 a.C. viene attestata la presenza di genti di lingua celtica insediate nell'Italia nord-orientale. Il testo, riscritto circa un secolo dopo dallo pseudo-Silace dopo la perdita dell'originale, racconta del viaggio lungo le coste del mediterraneo compiuto dal viaggiatore greco che descrive le tribù celtiche presenti sulla costa appena a Meridione degli insediamenti dei Veneti in un'epoca che, considerando le date note della vita di Silace, deve aggirarsi attorno al 490 a.C.
Il riesame delle fonti archeologiche, in particolare proprio del passo di Livio che documenta l'arrivo di Belloveso e dei suoi Insubri all'epoca del regno di Tarquinio Prisco (VI secolo a.C.) con la fondazione di Milano, ha costretto a collocare la presenza celtica in Italia almeno al VII secolo a.C. se non prima. 

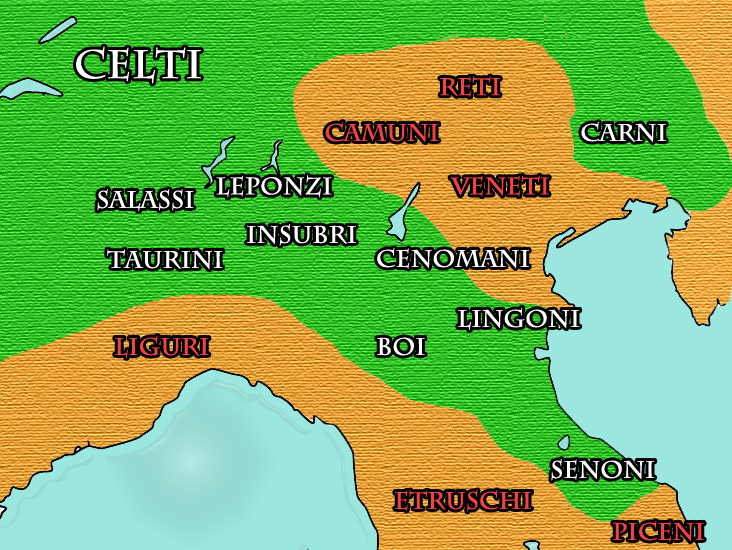
Popolazioni celtiche, liguri e veneti della Gallia cisalpina.

Arrivi di nuove popolazioni si verificarono attorno alla fine del V inizi del IV secolo a.C. Comincia una decadenza irreversibile della grecità d'Italia sotto la spinta delle popolazioni italiche, le vie dei commerci attici sono distrutte dalla guerra del Peloponneso e non si riprenderanno più. L'interruzione della circolazione di beni è fonte di una crisi economica che porta, di riflesso, all'impoverimento e alla crisi di tutti quei popoli che erano interlocutori commerciali dei Greci: tra di essi anche i Celti. Le invasioni, siano esse tumultus Gallici o episodi di mercenariato, denotano un quadro di necessità, le popolazioni celtiche dell'Italia settentrionale rinforzano i legami con l'Oltralpe e questo provoca l'arrivo di nuove genti tra le quali i Senoni, i recentissimi advenarum di cui parla Livio, autori del sacco di Roma nel 390 a.C. Le popolazioni celtiche che popolarono la pianura padana sono storicamente note dal famoso passo di Livio. Subito dopo gli Insubri arrivano i Cenomani che occupano il territorio a est dell'Adige, indeterminato è invece l'arrivo delle altre popolazioni che, con un meccanismo "a scavalco" occupano via via tutta la pianura padana meridionale scacciandone Etruschi e Umbri. Livio ricorda Libui e Salluvi che si fermano accanto all'antica tribù dei Levi, stanziata vicino al Ticino; i Boi e i Lingoni e, da ultimi, i Senoni.
I "nuovi" Celti stabilitisi in Cisalpina potevano tra l'altro acquisire a sé il controllo del mercato di un materiale che da lungo tempo esercitava su di loro una potente attrazione, grazie alle virtù magiche che essi gli attribuivano: il corallo, proveniente soprattutto dal golfo di Napoli, conobbe una vera esplosione, con frequenti applicazioni in torque, elmi, foderi di spada e fibule, dando origine, soprattutto in Svizzera, sia a un surrogato bronzeo, sia a vere e proprie imitazioni, grazie all'invenzione celtica di uno speciale smalto colorato, realizzato con un particolare procedimento e ampiamente diffuso dal centro-Europa fino all'arcipelago britannico.

### Età romana

#### Nella repubblica romana
Nel III secolo a.C. per la prima volta l'esercito romano poteva spingersi oltre il Po, dilagando in Gallia Transpadana: la battaglia di Clastidio, nel 222 a.C., valse a Roma la presa della capitale insubre di Mediolanum (Milano). Per consolidare il proprio dominio Roma creò le colonie di Placentia, nel territorio dei Boi, e Cremona in quello degli Insubri. I Galli dell'Italia settentrionale si ribelleranno nuovamente in seguito alla discesa di Annibale. Come alleati del condottiero cartaginese furono fondamentali per le sue vittorie al Trasimeno (217 a.C.) e a Canne (216 a.C.). I Boi riuscirono, inoltre, a battere i Romani nell'agguato della Selva Litana. Dopo la sconfitta di Annibale a Zama (202 a.C.), vennero definitivamente sottomessi da Roma, quando risultò vittoriosa nella Battaglia di Cremona, nel 200 a.C., e in quella di Mutina (Modena), nel 194 a.C. All'indomani della vittoria nella seconda guerra punica, Roma procedette alla definitiva sottomissione della pianura padana, che aprì un territorio vasto e fertile agli emigranti originari dell'Italia centrale e meridionale. Pochi decenni dopo, lo storico greco Polibio poteva già personalmente testimoniare la rarefazione dei Celti in pianura padana, espulsi dalla regione o confinati in alcune limitate aree subalpine.
L'avanzata continuò anche nella parte nord-orientale con la fondazione della colonia romana di Aquileia nel 181 a.C., come ci raccontano gli autori antichi, nel territorio degli antichi Carni:
Si trattava di una colonia di diritto latino, con la funzione prioritaria di sbarrare la strada alle popolazioni limitrofe di Carni e Istri, che minacciavano i confini orientali dei possedimenti romani in Italia. La città dapprima crebbe quale avamposto militare in vista delle future campagne contro Istri e Carni, più tardi quale "quartier generale" in vista di un'espansione romana verso il Danubio. I primi coloni furono 3.000 veterani, seguiti dalle rispettive famiglie provenienti dal Sannio, per un totale di circa 20.000 persone, a cui fecero seguito dei gruppi di Veneti; più tardi, nel 169 a.C., si aggiunsero altre 1.500 famiglie.
Nel luglio dell'89 a.C., Gneo Pompeo Strabone, padre di Gneo Pompeo Magno, promosse la Lex Pompeia de Transpadanis, che concesse il diritto latino anche ai Transpadani. Secondo alcuni studiosi è anche colui che l'ha proposta a Roma.
Non è dato sapere il momento in cui venne istituita la provincia romana della Gallia Cisalpina. La storiografia moderna oscilla fra la fine del II secolo a.C. e l'età sillana. Vero è che all'89 a.C. risale la legge di Pompeo Strabone (Lex Pompeia de Transpadanis o anche Lex Pompeia de Gallia Citeriore), che conferì alla città di Mediolanum e ad altre la dignità di colonia latina. Nel dicembre del 49 a.C. Cesare con la Lex Roscia concesse la cittadinanza romana a tutti gli abitanti della Cisalpina e infine, nel 42 a.C., la provincia venne abolita, divenendo parte integrante dell'Italia romana. Nel periodo in cui fu provincia la Gallia Cisalpina venne amministrata da un propretore.
La Gallia cisalpina forní a Cesare il bacino a cui attingere per la coscrizione delle legioni utilizzate nella campagna di Gallia: la ricompensa si avrà nel 49 a.C. quando, attraversato il Rubicone, innescata la guerra civile con Pompeo e ottenuto il titolo di dictator, Cesare concesse la cittadinanza romana.
Durante il principato di Augusto, in un anno intorno al 7 d.C., l'ex Gallia Cisalpina venne divisa in quattro Regiones, regio VIII Aemilia, regio IX Liguria, regio X Venetia et Histria e regio XI Transpadana, nell'ambito delle 11 regioni con le quali venne organizzata la divisione amministrativa dell'Italia.

### Età medievale
Alla caduta dell'Impero romano d'Occidente (l'assedio di Pavia e la conseguente morte di Flavio Oreste furono gli episodi principali della caduta dell'Impero Romano d'Occidente) furono i barbari a dominare la pianura: prima arrivarono gli Eruli di Odoacre (476-493), poi gli Ostrogoti di Teodorico il Grande (493-553).
La Pianura Padana fu parte del regno Ostrogoto, la cui capitale fu prima Ravenna e poi, dopo il 540, Pavia (entrambe le città erano collegate da un servizio di navigazione grazie al Po) e patì duramente le distruzioni portate dalle Guerre Gotiche tra gli Ostrogoti e l'Impero bizantino.
Nel 568 i Longobardi, un popolo germanico, entrarono nel Nord Italia attraverso il Friuli e fondarono un proprio regno duraturo, con capitale Pavia, nel cui palazzo Reale aveva sede la corte e l'amministrazione centrale del regno, che diede il nome all'intero Nord Italia durante il Medioevo, e alla moderna Lombardia. La penetrazione longobarda cambiò la storia della penisola: per la prima volta dopo secoli l'Italia si ritrovò divisa: da una parte i possedimenti longobardi; dall'altra i territori romano-bizantini. Questi ultimi furono riuniti nell'Esarcato d'Italia con capitale Ravenna. Nei secoli successivi l'Italia bizantina fu autonomamente governata dall'Esarca di Ravenna con leggi, lingua e costumi romano-bizantini. La Romagna restò come una sorta di isola rispetto al restante territorio italiano.
Dopo le prime difficoltà, le relazioni tra i Longobardi e i latini migliorarono e la lingua e la cultura longobarda si assimilarono con quella latina preesistente, come è evidente dai numerosi nomi, parole e leggi affermatisi in quel periodo. Il regno longobardo terminò nel 774, quando il re dei Franchi Carlo Magno conquistò Pavia, depose Desiderio, l'ultimo re dei Longobardi, e annesse il Regno Longobardo, cambiandone il nome in Regno d'Italia e mantenendo Pavia come capitale. I duchi longobardi vennero sostituiti da conti, vescovi e marchesi di origine franca. 

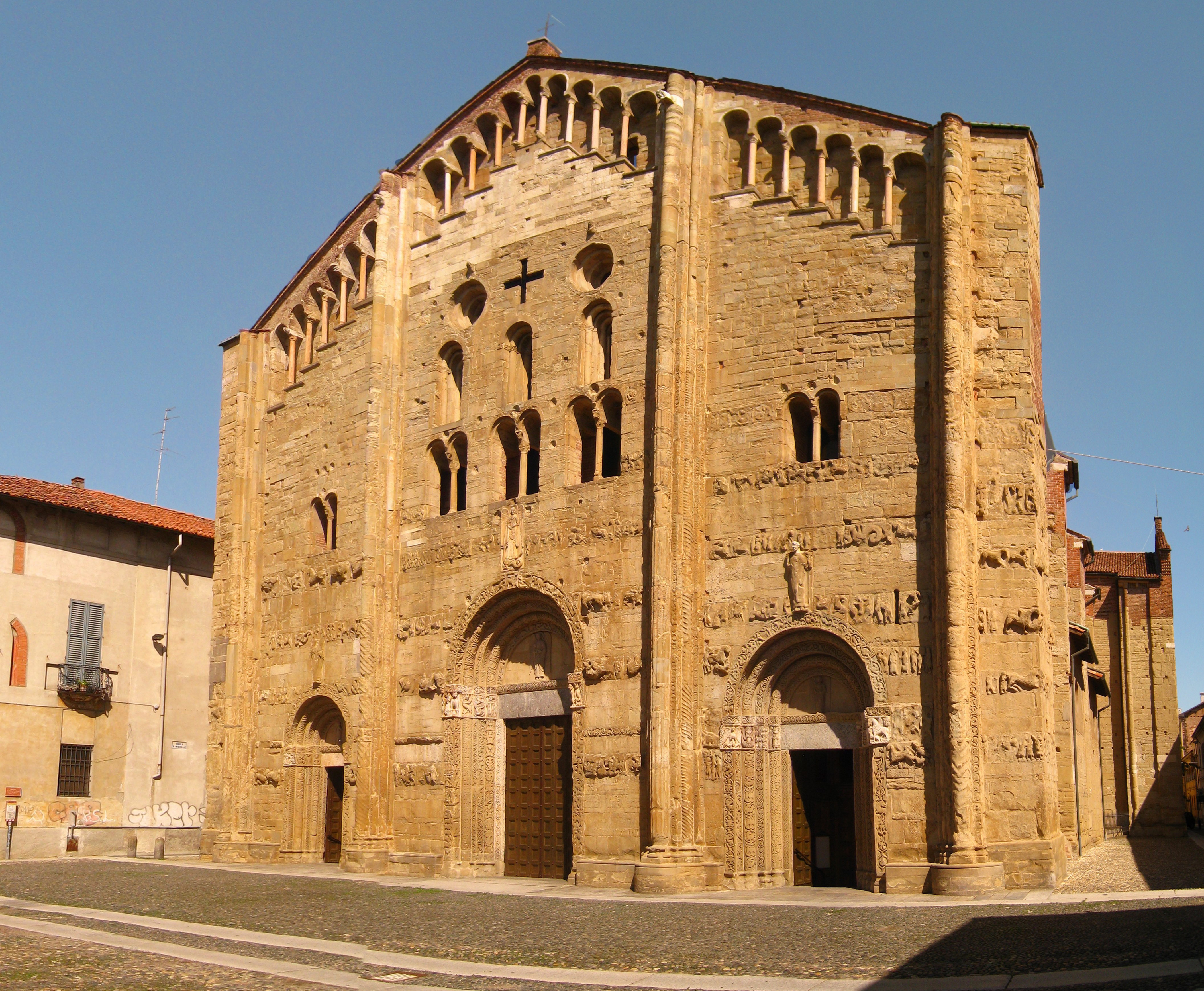
La Basilica di San Michele Maggiore, dove generalmente avvenivano le incoronazioni reali.

Dopo la deposizione di Carlo il Grosso nell'887, come nel resto del mondo carolingio, anche nel regno d'Italia la grande aristocrazia cercò di affermare il proprio diritto a eleggere il monarca. Ciò costrinse i sovrani che si avvicendarono sul trono a legittimare il proprio diritto a regnare rinegoziando i propri rapporti con i grandi aristocratici, allo scopo di garantirsi il loro supporto politico-militare, più spesso di quando fosse avvenuto in età carolingia, quando il sostegno aristocratico era garantito dall'appartenenza alla stirpe di Carlo Magno. Avendo goduto di una così cattiva fama, questo periodo è noto alla storiografia tradizionale come “anarchia feudale”, dipingendolo semplicisticamente come una fase di disgregazione del potere centrale. I sovrani di questo periodo furono: Berengario del Friuli, Guido da Spoleto, Lamberto II di Spoleto, Arnolfo di Carinzia, Ludovico il Cieco e Rodolfo II di Borgogna.
Un momento di maggior solidità del Regnum si ebbe con il governo di Ugo di Provenza, che tra il 926 e il 946 regnò e cercò di risolvere le diatribe ereditarie sul titolo associandolo subito a suo figlio Lotario II. Questi però scomparve già nel 950, per cui gli successe il marchese d'Ivrea Berengario II, che a sua volta elesse come successore il figlio Adalberto. Berengario, temendo lotte e trame per il potere, fece perseguire la vedova di Lotario II, Adelaide, che si rivolse all'imperatore tedesco Ottone I, chiedendogli aiuto a fronte di quella che riteneva l'usurpazione della corona da parte di Berengario.
Ottone colse il pretesto e scese in Italia, già nelle sue mire per via delle vie di comunicazione che l'attraversavano, per la possibilità di avviare un confronto con l'Imperatore bizantino, che possedeva ancora numerosi territori nella penisola (costa adriatica, Italia meridionale) e per instaurare un rapporto diretto con il papa. Dopo aver sconfitto Berengario, entrò nella capitale Pavia, sposò Adelaide e si cinse della corona italiana nel 951, legandola a quella dell'Impero romano-germanico. Da allora la corona d'Italia fu istituzionalmente connessa a quella imperiale, per cui fu automaticamente ereditata dai successori di Ottone I (Ottone II e Ottone III) fino al 1002.
Nella seconda metà dell'XI secolo la maggior parte della pianura era inclusa nel regno d'Italia, nominalmente sotto il dominio del Sacro Romano Impero e con capitale a Pavia, ma, nei fatti, era diviso in numerose città-Stato autonome: i comuni. L'undicesimo secolo segnò una significativa esplosione dell'economia del Nord Italia a causa del miglioramento del commercio e delle innovazioni agricole dell'epoca. Il fiorire della cultura portò alla fondazione di numerose università, tra cui l'Università di Bologna, la più antica d'Europa. La crescente ricchezza delle città-Stato diede loro la possibilità di sfidare il tradizionale potere feudale, rappresentato dagli imperatori tedeschi e dai loro vassalli. Questo processo portò alla creazione di diverse Leghe Lombarde formate da diverse città del Nord, che sconfissero gli imperatori della dinastia Hohenstaufen: Federico I nella battaglia di Legnano e suo nipote Federico II nella battaglia di Parma; in questo modo, le città del Settentrione si resero, nei fatti, indipendenti dagli imperatori tedeschi.
Le leghe fallirono però nello svilupparsi da alleanze militari a confederazioni durevoli e, successivamente, all'interno delle varie città-Stato, avvenne un processo di consolidamento; la maggior parte di esse divennero signorie, governate da potenti dinastie come i Della Scala di Verona, i Gonzaga a Mantova, gli Estensi a Ferrara o i Visconti di Milano, e conquistarono le città vicine, rischiando di unificare l'intero Nord Italia sotto un singolo stato.
Un equilibrio di potere venne infine raggiunto nel 1454 con la pace di Lodi e il Nord Italia finì diviso tra un piccolo numero di stati regionali, di cui i più potenti erano i ducati di Savoia, Milano, Mantova, Ferrara e le Repubbliche di Genova e di Venezia, che nel frattempo aveva esteso la sua influenza nella terraferma a partire dal quattordicesimo secolo.

### Età moderna
Tra il 1494 e, con alcune interruzioni, il 1559, quando fu siglata la Pace di Cateau-Cambrésis, la Pianura Padana fu sconvolta dalle continue guerre tra gli Asburgo e il Regno di Francia per il controllo della penisola. Tali conflitti, che culminarono nella battaglia di Pavia del 1525, videro infine prevalere Carlo V, re di Spagna e imperatore. Gran parte dell’Italia si trovò così sotto il controllo della Corona spagnola, che esercitava la diretta sovranità sul Ducato di Milano. Indipendenti, ma vassalli del re di Spagna, erano i ducati di Parma e Piacenza, di Mantova, di Ferrara. Mentre solo due Stati italiani della Pianura Padana erano veramente sovrani: il Ducato di Savoia e la Repubblica di Venezia.
All'inizio del Settecento finisce il periodo di pace e di torpore: a seguito dei trattati di Utrecht e Rastatt, gli Asburgo d'Austria si impossessano di vari domini italiani subentrando agli spagnoli. Nel 1796 Napoleone Bonaparte incominciò la sua Campagna d'Italia (1796-1797), conquistando la penisola e ponendo fine all'indipendenza millenaria della Repubblica di Venezia.
La Campagna d'Italia del 1800 e la nascita del regno napoleonico nel 1805, risvegliano il sentimento nazionale, richiamato nel proclama di Rimini, con cui Gioacchino Murat, durante la guerra austro-napoletana, si rivolse agli italiani affinché si unnissero per salvare il Regno di Napoli. Fu l'inizio del Risorgimento, il periodo della storia d'Italia che portò all'unità politica e all'indipendenza della nazione, e che occupò un arco temporale di vari decenni. Esso vide i primi patrioti aderire inizialmente alla società segreta della Carboneria, cui seguono i moti del 1820-1821, duramente repressi dagli austriaci. All'affermazione della Carboneria seguì quella della Giovine Italia e altri tentativi insurrezionali.
I moti del 1848 portano alla prima guerra d'indipendenza contro gli austriaci, che vide coinvolte le popolazioni cittadine, in particolare durante le Cinque giornate di Milano e le Dieci giornate di Brescia. Né la guerra, né gli altri tentativi furono però coronati da successo.
Nel 1859, con la seconda guerra d'indipendenza s'innescò il definitivo processo di unificazione, che portò in breve alla conquista e all'annessione di varie regioni: pochi mesi dopo, nel 1861, a Torino viene proclamato il Regno d'Italia, retto da Casa Savoia.
A seguito dell'approvazione della prima legge forestale italiana n. 3917/1877 , che tolse la tutela dai boschi dal livello del mare al limite superiore del castagno, fu favorito un massiccio disboscamento delle aree boscate che si erano conservate fino ad allora. Rimasero boscate solo alcune proprietà come il Parco naturale La Mandria presso Torino, il Bosco Fontana, varie ex riserve di caccia, come quelle lungo il fiume Ticino, come la Riserva naturale Bosco Siro Negri e il Bosco Grande, presso Pavia, e alcune aree dell'alta pianura non irrigua, ove i terreni erano poco adatti all'uso agricolo, corrispondenti ad esempio al Parco delle Groane e al Parco della Pineta di Appiano Gentile e Tradate.

## Mitologia

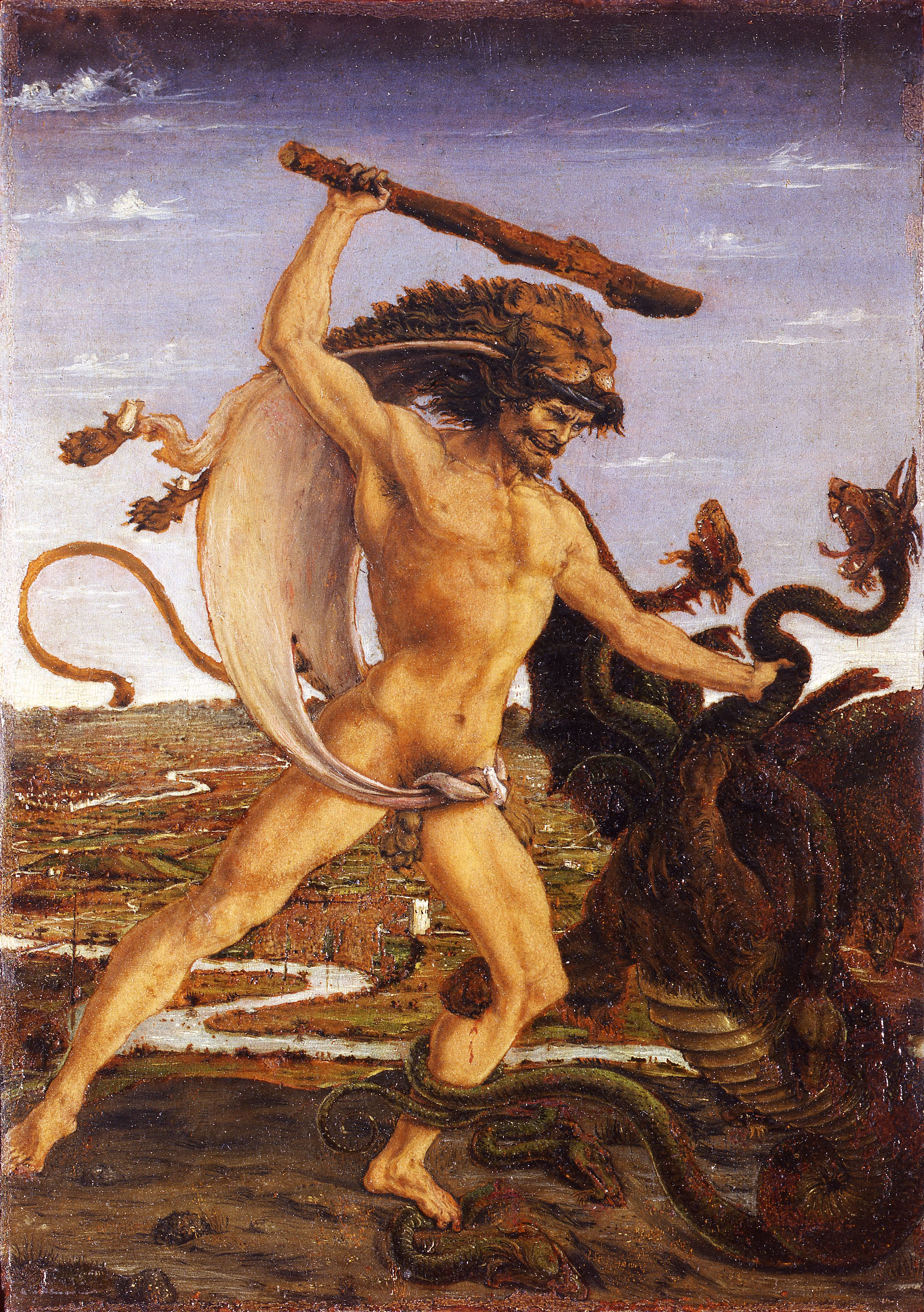
Eracle

Nella mitologia greca classica la Pianura Padana è uno dei teatri dove si svolge una parte delle cosiddette "fatiche di Eracle" o Brân, come chiamato dai Celti. La decima e undicesima fatica di Eracle interessano la valle del Po considerato dai Greci come un fiume che nasce nella terra degli Iperborei.
Nella decima fatica definita "Il bestiame di Gerione" nel suo ritorno dall'occidente iberico durante la traversata delle Alpi Liguri, Eracle "tagliò una strada dove potessero comodamente passare il suo esercito e le sue salmerie; disperse anche le bande di briganti che infestavano il passo e poi entrò nell'attuale Gallia cisalpina."
Nell'undicesima fatica definita "I pomi delle Esperidi" Eracle, che non sapeva quale direzione prendere per giungere al giardino delle Esperidi, camminò attraverso l'Illiria fino al fiume Po, patria del profetico dio del mare Nereo. Quando Eracle finalmente giunse al Po, le ninfe del fiume, figlie di Zeus e di Temi, lo condussero presso Nereo addormentato. Eracle agguantò il canuto dio del Mare e senza lasciarselo sfuggire di mano nonostante le sue continue proteiche metamorfosi (Proteo), lo costrinse a riverargli il modo per impossessarsi delle mele d'oro."

## Economia
Grazie alla fertilità, la vicinanza geografica dei mercati esteri, la superficie pianeggiante e il conseguente agevole collegamento fra città e la costruzione di infrastrutture più facile rispetto al resto del complesso territorio italiano, la Pianura Padana gode di una robusta economia diversificata grazie anche alla buona distribuzione, quantomeno nella parte orientale, della popolazione in diversi centri urbani medio-grandi che costituiscono ottimi punti di riferimento produttivi, logistici e industriali (Verona, Padova, Brescia, Bergamo, Piacenza, Parma, Reggio Emilia, Modena e Bologna) immersi nella campagna ad altissima meccanizzazione agricola circostante. Nella parte occidentale, che è comunque produttiva ma con un reddito pro-capite leggermente più basso, la popolazione si concentra principalmente nei grossi poli dell'ex triangolo industriale (Torino, Milano e Genova), che hanno un peso demografico molto più imponente.

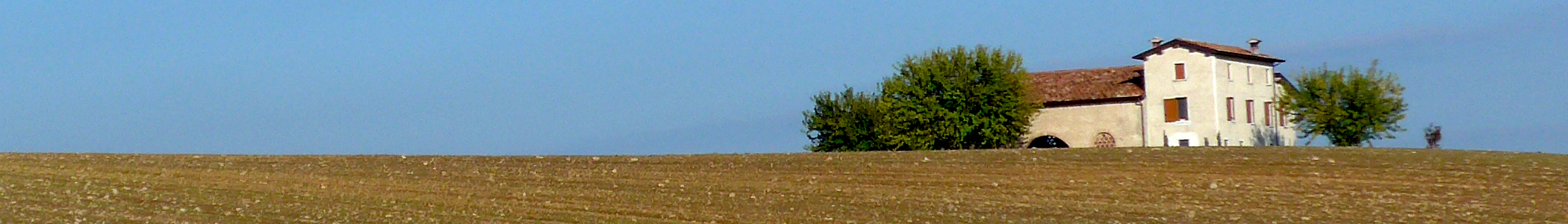
Un tipico campo coltivato della Pianura Padana

Nella Pianura Padana si concentrano diverse aree agricole e industriali, tra le più importanti all'interno dell'economia italiana. Coltivazioni tipiche sono il grano e il mais. Nella pianura trovano spazio anche coltivazioni destinate all'industria di trasformazione, come la barbabietola da zucchero per gli zuccherifici. Diffuso è l'allevamento intensivo dei bovini e suini. Sono sviluppate tutte le industrie manifatturiere, soprattutto nelle regioni nordoccidentali. Importanti sono anche il turismo, il settore bancario e il commercio.